# Alexander Hamilton
|  | Aquest article tracta sobre el polític estatunidenc. Si cerqueu el navegant escocès, vegeu «Alexander Hamilton (navegant)». |

Alexander Hamilton (Nevis, 11 de gener de 1757 - Ciutat de Nova York, 12 de juliol de 1804) fou un home d'estat americà, polític, erudit jurídic, comandant militar, advocat, banquer, i economista. És un dels Pares fundadors dels Estats Units. Va ser un important intèrpret i promotor de la Constitució dels Estats Units, així com el fundador del sistema financer nacional, el Partit Federalista, la Guàrdia Costanera dels Estats Units d'Amèrica, i del diari New York Post. Com a primer secretari d'hisenda, Hamilton va ser l'autor principal de les polítiques econòmiques del mandat de George Washington. Va prendre lideratge en el finançament del deute públic per part del govern federal, així com establir les dues primeres banques nacionals: la Bank of North America i la First Bank of the United States, un sistema de tarifes, i unes relacions comercials amistoses amb Gran Bretanya. La seva visió incloïa un govern central resistent dirigit per un poder executiu vigorós, una forta economia comercial, unes banques controlades pel govern, suport per a la manufacturació, i una base miliar potent.
Hamilton va néixer fora de matrimoni a Charlestown, Nevis. Va quedar orfe de petit i va ser acollit per un comerciant pròsper. Quan va arribar a l'adolescència, va ser enviat a Nova York per continuar amb la seva educació. Va prendre un rol primerenc a la milícia mentre la Guerra de la Revolució Americana començava. El 1777, es va convertir en ajudant sènior del General Washington dirigint el nou Exèrcit Continental. Després de la guerra, va ser escollit com a representant de Nova York al Congrés de la Confederació. Va dimitir per exercir l'advocacia i va fundar la Bank of New York abans d'entrar a la política. Hamilton va ser un líder en l'intent de substituir el govern federal dèbil dels Articles de la Confederació; va dirigir la Convenció de l'Annapolis del 1786, que impulsà el Congrès a crear una Convenció constitucional a Filadèlfia. Va ajudar a ratificar la Constitució escrivint 51 dels 85 assajos de Els Documents Federalistes, que encara s'utilitzen com una de les referències més importants per a la interpretació constitucional.
Hamilton va dirigir el Departament del Tresor com a membre de confiança del primer gabinet del president Washington. Hamilton va defensar amb èxit que els poders implicats en la Constitució proporcionen l'autoritat legal necessària per fundar el deute públic, assumir-lo, i crear la Bank of the United States (la First Bank of the United States) recolzada pel govern. Aquests programes van ser fundats primàriament per un aranzel sobre les importacions, i més tard per un controvertit impost sobre el whisky. Es va oposar a les relacions amistoses amb els revolucinaris francesos. Les idees de Hamilton van crear les bases del Partit Federalista, oposat al Partit Demòcrata-Republicà dirigit per Thomas Jefferson i James Madison. El 1795, va tornar a Nova York per exercir l'advocacia. Va fer una crida a les mobilitzacions en contra de la Primera República Francesa el 1798-99 sota mandat del president John Adams, i es va convertir en el Comandant General de l'Exèrcit dels EUA, que va reconstituir, modernitzar, i preparar per a la guerra. L'exèrcit no va combatre en la Quasi-Guerra, i Hamilton es va indignar amb l'enfocament diplomàtic d'Adams de la crisi amb França. La seva oposició a la reelecció d'Adams va propiciar la derrota del Partit Federalista al 1800. Jefferson i Aaron Burr van empatar per la presidència en el col·legi electoral, i Hamilton va propiciar la derrota de Burr, a qui acusà de manca de principis, i escollí a Jefferson malgrat les seves diferències filosòfiques.
Hamilton va continuar les seves activitats legals i empresarials a la ciutat de Nova York, i va ser actiu en posar fi a la legalitat del comerç internacional d'esclaus. El vicepresident Burr es va presentar per governador de l'Estat de Nova York el 1804, i Hamilton va fer campanya en la seva contra per indigne. Ofès, Burr va desafiar-lo a un duel l'11 de juliol de 1804, en què Burr va disparar i ferir mortalment a Hamilton, que morí l'endemà.
Hamilton és recordat per ser un polític i financer astut i intel·lectualment brillant, sovint impetuós. Les seves idees formen les bases del govern i finances d'Amèrica.

## Infància al Carib

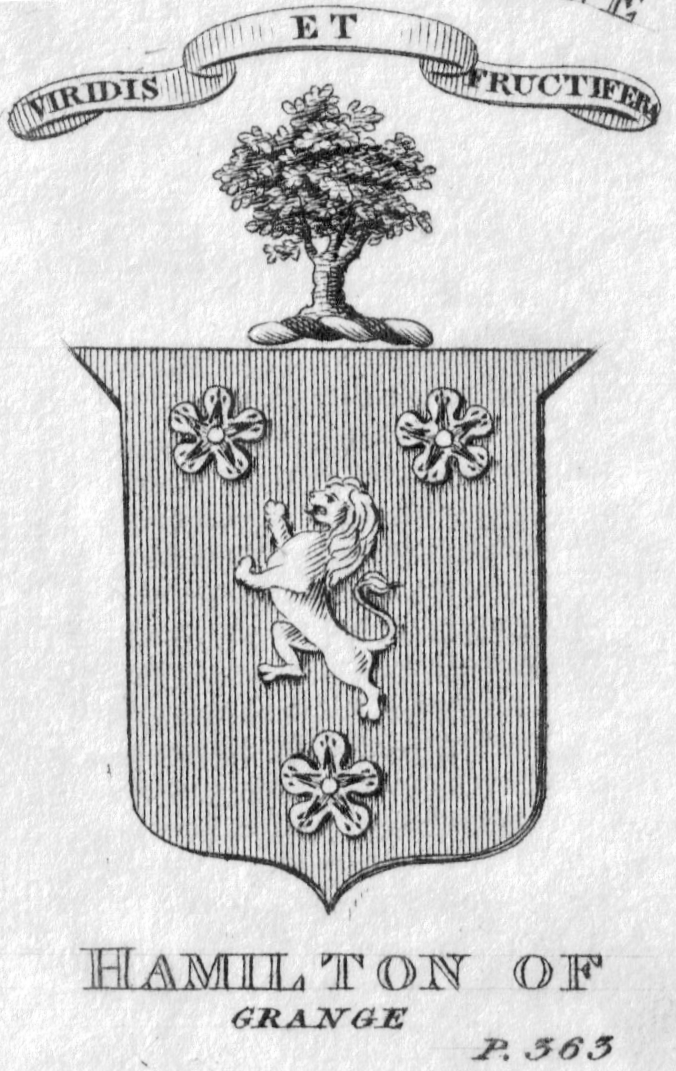
Escut d'armes dels Hamiltons de Grange a Ayrshire, Escòcia.

Alexander Hamilton va néixer i va passar part de la seva infància a Charlestown, la capital de l'illa de Nevis a les Illes de Sotavent (aleshores part de les Antilles). Hamilton i el seu germà gran James Jr. (1753-1786) van néixer fora del matrimoni amb Rachel Faucette, una dona casada de descendència mig britànica i mig francesa-hugonota, i James A. Hamilton, un escocès que era el quart fill d'Alexander Hamilton, Laird de Grange (Kerelaw Castle), a Ayrshire. L'especulació que la mare de Hamilton era de raça mixta, tot i que persistent, no està demostrada per proves contrastables. Als censos fiscals està classificada com de raça blanca.
Hi ha hagut dubtes sobre si el naixement de Hamilton va ser el 1755 o el 1757. La major part de les evidències històriques, després de l'arribada de Hamilton a Amèrica del Nord, donen suport a la idea que va néixer el 1757, incloent-hi els mateixos escrits de Hamilton. Hamilton va anotar el seu any de naixement com a 1757 quan va arribar per primera vegada a les Tretze Colònies i celebrava el seu aniversari l'11 de gener. Posteriorment, va tendir a donar la seva edat només en xifres rodones. Els historiadors van acceptar el 1757 com a any de naixement fins prop de 1930, quan es va publicar documentació addicional dels seus primers anys al Carib, inicialment en danès. Un probat de St. Croix al 1768, redactat després de la mort de la mare de Hamilton, li declarava 13 anys, cosa va provocar que alguns historiadors des dels anys trenta s'inclinessin per 1755 com a any de naixement.

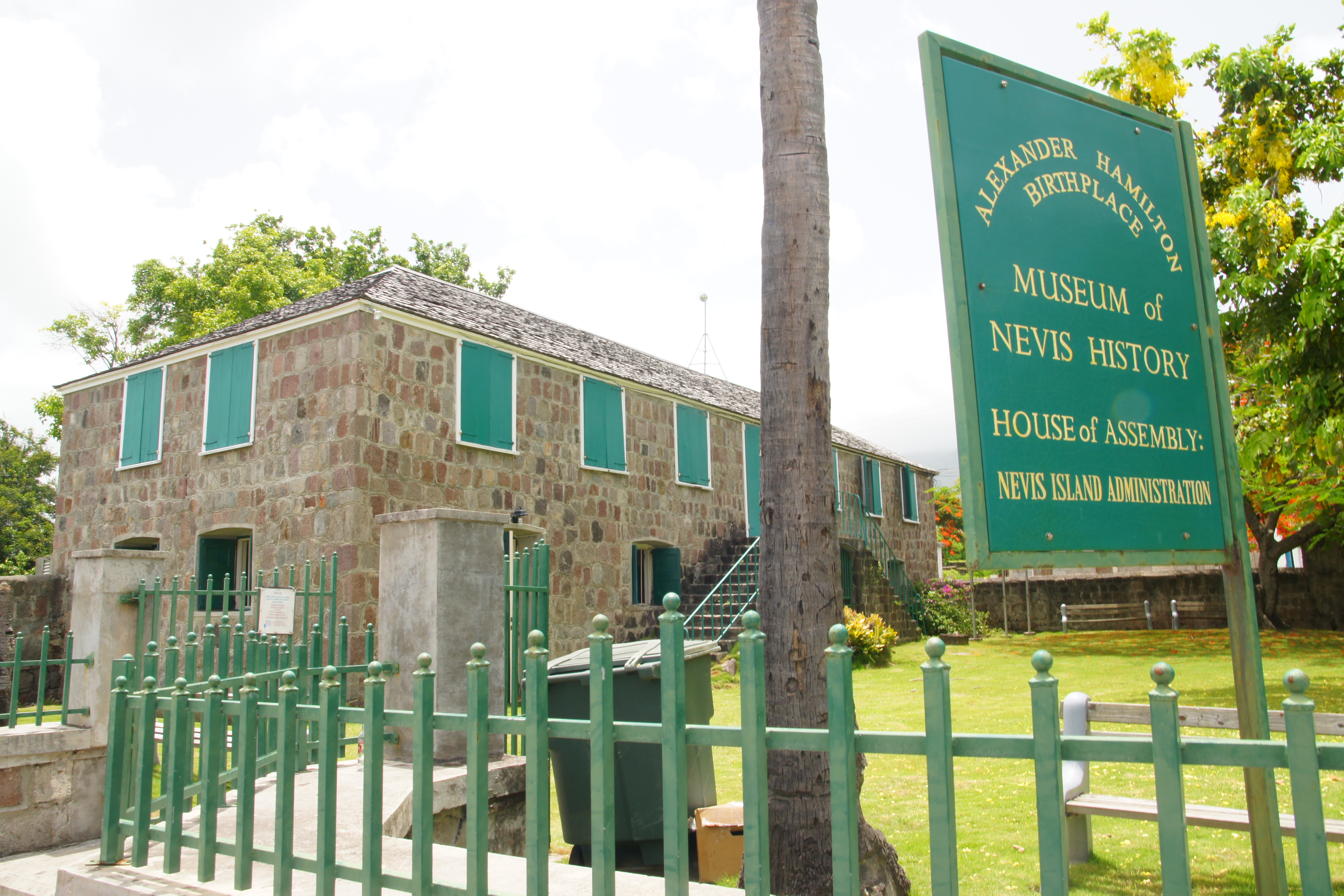
La Hamilton House, Charlestown, Nevis. L'estructura actual va ser reconstruïda de les ruïnes de la casa on es pensa que Alexander Hamilton va néixer i viure quan era petit.

Els historiadors han especulat sobre les possibles raons de tenir dos anys de naixement diferents apareixent en documents històrics. Si 1755 fos correcte, Hamilton podria haver intentat semblar més jove que els seus companys d'universitat, o potser hauria intentat evitar sobresortir per ser més gran. Si 1757 és correcte, l'únic document de prova indicant 1755 com a any de naixement pot haver sigut simplement un error, o Hamilton hauria donat només un cop la seva edat com a 13 anys després de la mort de la seva mare en un intent de semblar més gran i tenir més possibilitats d'ocupabilitat. Els historiadors han assenyalat que el document de prova conté altres imprecisions demostrades, cosa que fa que no sigui del tot fiable. Richard Brookhiser assenyala que "és més probable que un home conegui el seu propi aniversari que un document de prova."
La mare de Hamilton s'havia casat anteriorment amb Johann Michael Lavien, un comerciant danès o alemany, a Saint Croix a les Illes Verges, aleshores regides per Dinamarca. Tenien un fill, Peter Lavien. El 1750, Fawcett va deixar el seu marit i el seu primer fill; després va viatjar a Saint Kitts on va conèixer a James Hamilton. Hamilton i Fawcett es van traslladar junts a Nevis, el lloc de naixement d'ella, on havia heretat del seu pare un solar a la costa de la ciutat.
James Hamilton va abandonar més tard Rachael Fawcett i els seus dos fills, James Jr. i Alexander, suposadament per "deslliurar-la de càrrecs de bigàmia… després de saber que el seu primer marit pensava demanar el divorci sota les lleis daneses amb càrrecs d'adulteri i desertació." Després, la Rachael va traslladar-se amb els seus dos fills a St. Croix, on els va mantenir gràcies a una petita botiga a Christiansted. Va agafar la febre groga i morí el 19 de febrer del 1768 a les 1:02 de la nit, deixant Hamilton orfe. Això va deixar greus conseqüències emocionals per a ell, fins i tot pels estàndards de la infantesa del segle xviii. Segons els tribunals, "el primer marit de Faucette es va apoderar de les seves propietats" i va obtenir les poques pertinences de valor que tenia, incloent-hi alguna plata familiar. Alguns objectes van ser subhastats, però un amic va comprar els llibres de la família i els va retornar a Hamilton.

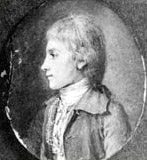
Hamilton en la seva infància

Hamilton va començar a treballar com a venedor a Beekman and Cruger, una empresa d'importació-exportació local que comerciava amb Nova York i Nova Anglaterra. James Jr. i ell van ser acollits breument pel seu cosí Peter Lytton; malgrat això, Lytton es va llevar la vida el juliol de 1769, deixant la seva propietat a la seva dona i el seu fill, i els germans Hamilton van ser separats posteriorment. James va començar d'aprenent d'un fuster local, mentre Alexander va ser acollit per Thomas Stevens, un comerciant de Nevis. Alguns indicis porten a l'especulació que Stevens era el pare biològic d'Alexander Hamilton: el seu fill Edward Stevens es va fer amic molt proper de Hamilton, els dos nois tenien una gran semblança física, tots dos eren fluents en francès i tenien interessos similars. Així i tot, aquesta al·legació, basada sobretot en els comentaris de Timothy Pickering en l'assemblança dels dos homes, ha estat sempre considerada com a vaga i no demostrada. Rachael Fawcett havia viscut a St. Kitts i Nevis des de feia anys a l'època del naixement d'Alexander, mentres que Thomas Stevens vivia a Antigua i St. Croix; a més a més, James Hamilton mai no va renunciar a la paternitat, i fins i tot en els darrers anys, firmava les cartes a Hamilton amb "El teu pare molt afectuós."
Hamilton va fer prova de les seves capacitats com a comerciant prou per a deixar-lo a càrrec de l'empresa durant cinc mesos el 1771 mentre l'amo viatjava al mar. Va continuar sent un àvid lector i més tard va desenvolupar un interès en l'escriptura. Va començar a desitjar una vida fora de l'illa on vivia. Va escriure una carta al seu pare que era una descripció detallada d'un huracà que va arrasar Christiansted el 30 d'agost del 1772. Hugh Knox, un ministre i periodista, va publicar la carta en el Royal Danish-American Gazette. El biògraf Ron Chernow trova la carta impressionant per dues raons; primer, "per tots els excessos bomàstics, sembla meravellós que un venedor autodidacte pugui escriure amb tanta empenta i gusto," i segon, que un adolescent produís un "sermó de foc i sofre" apocalíptic que veia l'huracà com una "reverència divina a la vanitat i la pompositat humana". L'assaig va impressionar els lectors de la comunitat, que van fer una col·lecta per enviar a Hamilton a les Colònies Nord-americanes per continuar la seva educació.

## Educació

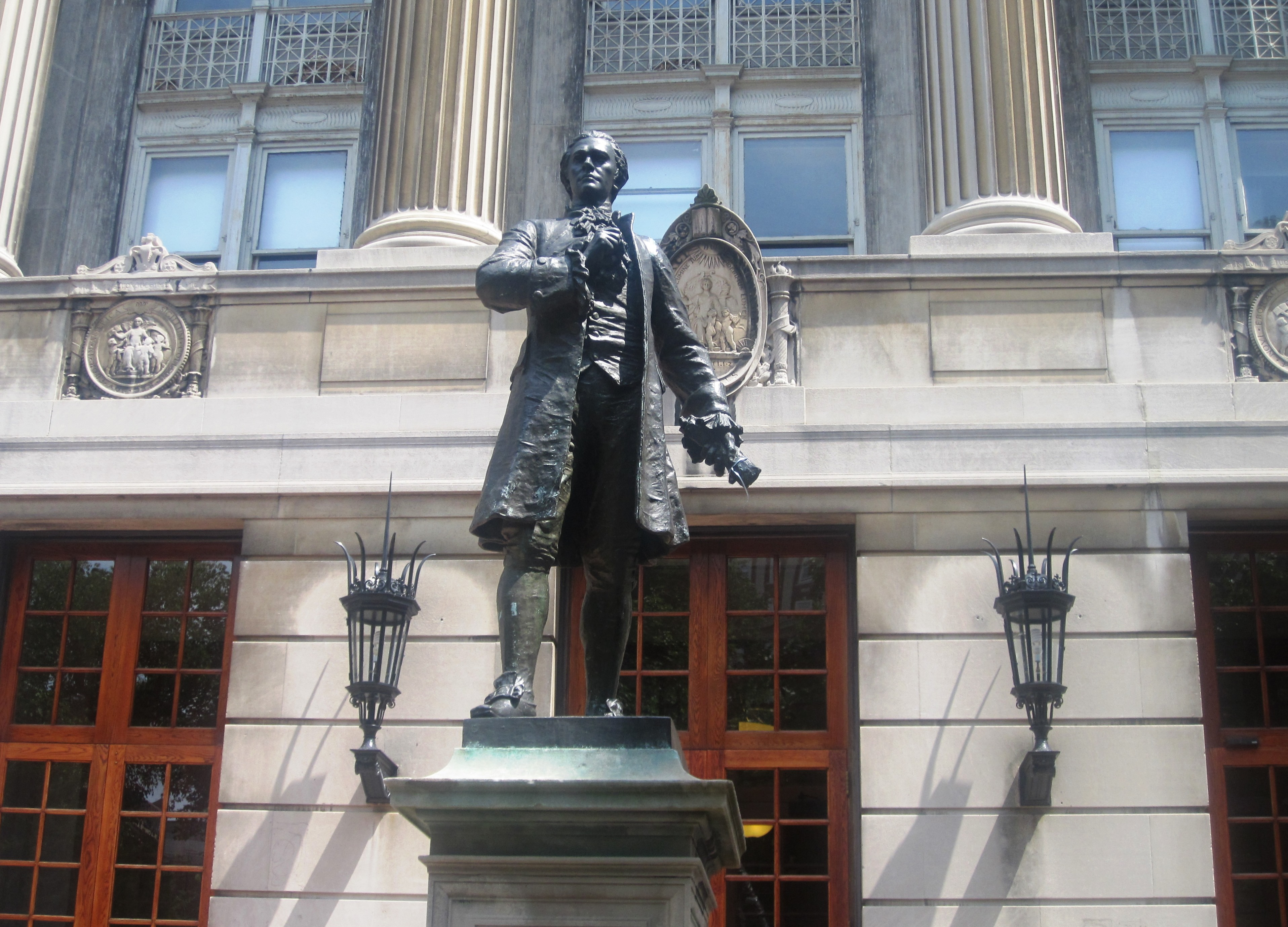
Una estàtua de Hamilton a l'exterior del Hamilton Hall, mirant al Hamilton Lawn a la Universitat de Colúmbia de la ciutat de Nova York

L'Església d'Anglaterra va denegar la pertinença a Alexander i James Jr. — i l'educació a l'escola religiosa — perquè els seus pares no estaven legalment casats. Van rebre "tutoria individual" i classes en una escola privada dirigida per una directora Jueva. Alexander va suplementar la seva educació amb la biblioteca familiar de 34 llibres.
L'octubre del 1772, va arribar en vaixell a Boston i des d'allà es traslladà a la ciutat de Nova York, on es va allotjar amb Hercules Mulligan, el germà d'un comerciant que va pagar per la seva educació i suport. El 1773, preparant-se per la universitat, Hamilton va començar a omplir els forats de la seva educació a l'Elizabethtown Academy, una escola preparatòria dirigida per Francis Barber a Elizabethtown, a Nova Jersey. Va estar sota la influència de William Livingston, un líder intel·lectual i revolucionari, amb qui va viure durant un temps.
Hamilton va entrar al King's College (actualment Columbia) a la ciutat de Nova York la tardor del 1773 com a "estudiant privat", i es va matricular oficialment el maig del 1774. El seu company d'habitació i amic per tota la vida Robert Troup va parlar brillantment de la claredat de Hamilton explicant de manera concisa el cas dels patriotes contra els britànics en el qual s'acredita com a la primera aparició pública de Hamilton, el 6 de juliol de 1774, a la Liberty Pole de King's College. Hamilton, Troup, i quatre estudiants més van formar una societat literària sense nom considerada com la precursora de la Philolexian Society.
El clergue de l'Església d'Anglaterra Samuel Seabury va publicar una sèrie de fulletons promovent la causa dels Loyalist el 1774, a qui Hamilton va respondre anònimament amb els seus primers escrits polítics, A Full Vindication of the Measures of Congress i The Farmer Refuted. Seabury essencialment intentava provocar por en les colònies, i el seu objectiu principal era aturar una unió potencial entre les colònies. Hamilton va publicar dues peces addicionals atacant la Quebec Act, i podria ser també l'autor de quinze assajos anònims de "The Monitor" pel New York Journal de Holt. Hamilton era partidari de la causa Revolucionària des de la fase de preguerra, tot i que no aprovava les represalies de les mobilitzacions contra els Loyalists. El 10 de maig del 1775, Hamilton va guanyar crèdit per salvar el president de la universitat Myles Cooper, un Loyalist, d'una mobilització furiosa, parlant amb la multitud el temps suficient per permetre a Cooper d'escapar.
Hamilton es va veure forçat a discontinuar els seus estudis abans de graduar-se quan la universitat va tancar les portes durant l'ocupació britànica de la ciutat. Quan va acabar la guerra, després d'uns mesos d'estudi personal, el juliol del 1782 Hamilton va passar el bar exam i l'octubre del 1782 es va llicenciar per defensar casos davant la Cort Suprema de l'Estat de Nova York.

## La Guerra Revolucionària

### Carrera militar primerenca

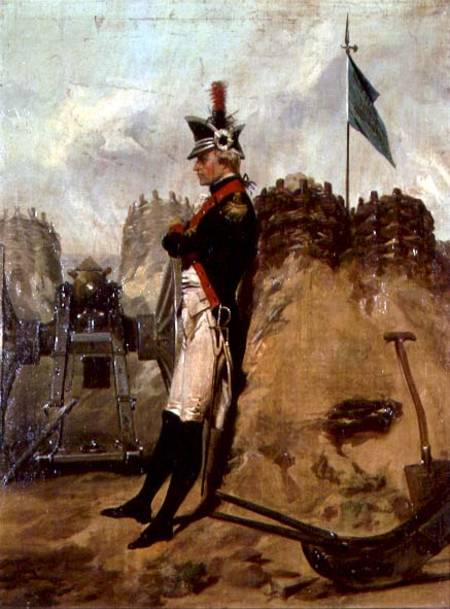
Alexander Hamilton in the Uniform of the New York Artillery, d'Alonzo Chappel (1828–1887)

En 1775, després del seu primer compromís amb les tropes americanes contra els britànics a Lexington i Concord, Hamilton i altres estudiants de King's College es van unir a la milícia de Nova York anomenada els Corsicans, més tard coneguda com els Hearts of Oak.
S'ajuntava amb la companyia, abans de classes, al pati de prop de la St. Paul's Chapel. Hamilton va estudiar història militar i tàctiques pel seu compte i ben aviat va ser recomanat per un ascens. Sota el foc de l'HMS Asia, va dirigir amb èxit una batuda per endur-se els canons britànics al Battery, com a resultat de convertir els Hearts of Oak en una companyia d'artilleria des d'aleshores.:13
A través de les seves connexions amb patriotes influents a Nova York com Alexander McDougall i John Jay, Hamilton va alçar la New York Provincial Company of Artillery de 60 homes el 1776, i va ser-ne escollit capità. La companyia va formar part de la campanya de 1776 prop de la ciutat de Nova York, particularment a la Batalla de White Plains. A la batalla de Trenton, es trobaven al punt més alt de la ciutat, al punt de trobada dels actuals Warren i Broad streets, per mantenir els hessians clavats a les Barraques de Trenton.
Hamiton va participar en la batalla de Princeton el 3 de gener de 1777. Després d'un contratemps inicial, Washington va reunir les tropes americanes i les dirigí en una càrrega reeixida contra les forces britàniques. Després de fer un avenç breu, els britànics van retrocedir, alguns marxant de Princeton, i d'altres refugiant-se al Nassau Hall. Hamilton va portar tres canons i els va fer disparar contra l'edifici. Després, alguns americans van afanyar-se cap a la porta principal, i la trencaren. Els britànics posteriorment van penjar una bandera blanca des d'una de les finestres; 194 soldats britànics van sortir de l'edifici i van deixar anar les armes, posant fi així a la batalla amb victòria americana.
Un historiador informa que la cançó preferida de Hamilton era How Stands the Glass Around, un himne cantant per les tropes militars sobre lluitar i morir a la guerra.

### Els oficials de George Washington

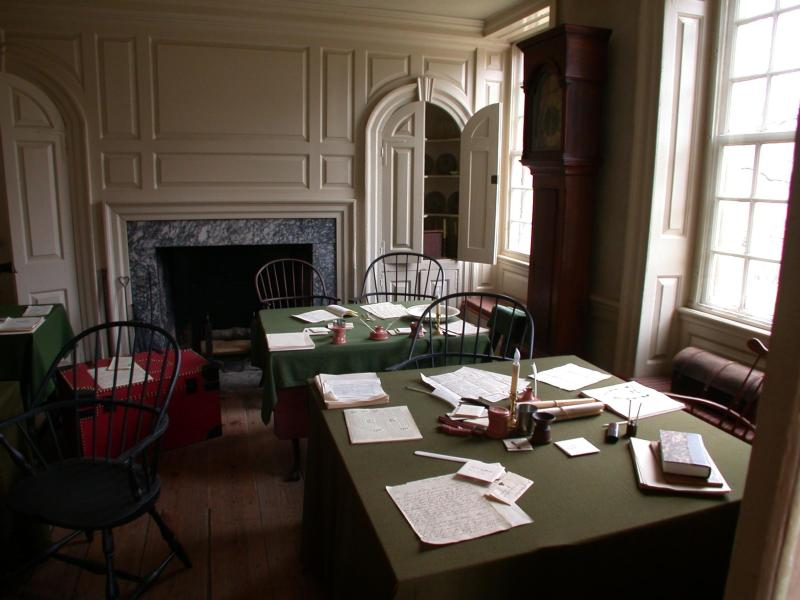
Oficina d'Ajudant de camp dins la seu de Washington a Valley Forge. Els oficials del General Washington treballaven en aquesta habitació escrivint i copiant les cartes i ordres de l'Exèrcit Continental.

Hamilton fou invitat a convertir-se en ajudant de William Alexander, Lord Stirling i d'un altre general, potser Nathanael Greene o Alexander McDougall. Va rebutjar aquestes invitacions, creient que la millor opció per millorar la seva posició social era la glòria en el camp de batalla. Hamilton finalment va rebre una invitació que sentí irrebutjable: servir com a ajudant de Washington, amb el rang de tinent coronel. Washington sentí, "Els ajudants de camp són persones en qui cal posar confiança absoluta i calen homes amb habilitats per complir amb els deures amb propietat i despatx."
Hamilton va servir durant quatre anys com a cap dels ajudants oficials de Washington. Va gestionar cartes al Congrés, governadors estatals, i els generals més poderosos de l'Exèrcit Continental; va redactar diverses de les ordres i cartes de Washington sota la seva direcció; i finalment va emetre ordres de Washington sota la seva pròpia signatura de Hamilton. Hamilton va estar involucrat en una gran varietat de missions d'alt nivell, incloent-hi intel·ligència, diplomàcia, i negociació amb oficials sènior de l'exèrcit com a emissari de Washington.
Durant la guerra, Hamilton es va fer molt amic de diversos companys oficials. Les seves cartes al Marquès de La Fayette i a John Laurens, utilitzant les convencions literàries sentimentals de finals del segle xviii i fent al·lusió a la història i mitologia grega, han estat llegides per Jonathan Ned Katz, com a reveladores d'una relació homosocial o potser homosexual. D'altra banda, el biògraf Gregory D. Massey descarta tota especulació d'una relació Laurens-Hamilton com a injustificada, descrivint la seva amistat com a purament camaraderia platònica i posant la seva correspondència en el context de les floritures de dicció de l'època.

### Ordre de camp

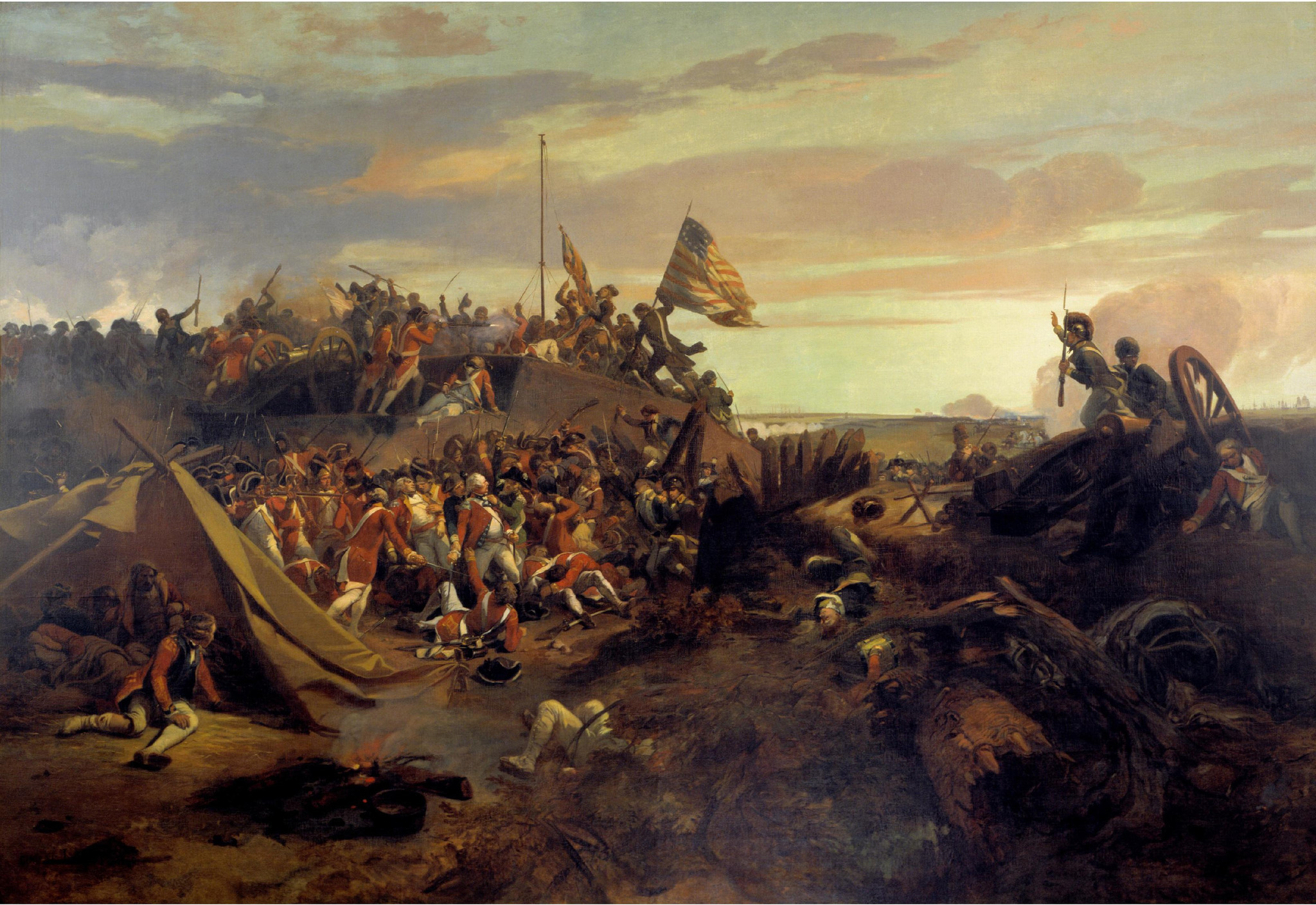
The Storming of Redoubt #10, un quadre del 1840 d'Eugene Lami

Mentre estigué dins la plantilla de Washington, Hamilton desitjava comandar i tornar al combat actiu. Quan s'acostava el final de la guerra, sabia que les oportunitats per la glòria militar disminuïen. El 15 de febrer de 1781, Hamilton va ser increpat per Washington després d'un petit malentès. Tot i que Washington va intentar ràpidament d'arreglar la relació, Hamilton va insistir en deixar la seva plantilla. Va marxar oficialment al març i es va establir amb Eliza prop de la seu de Washington. Havia demanant amb insistència a Washington i d'altres per un comandament de camp. Washington posava objeccions, citant la necessitat de nomenar homes d'un rang més elevat. Això va continuar així fins a principis de 1781, quan Hamilton va enviar una carta a Washington amb la seva comissió inclosa, "amenaçant tàcitament de dimitir si no aconseguia el comandament desitjat."

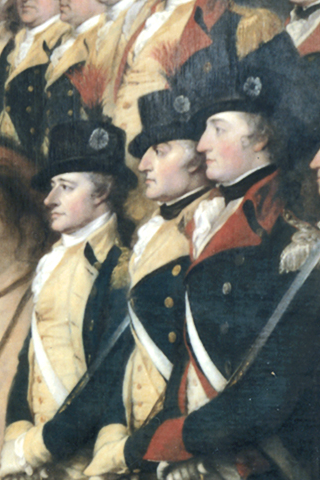
Detall del Surrender of Lord Cornwallis de John Trumbull, mostrant els Coronels Alexander Hamilton, Walter Stewart, i John Laurens

El 31 de juliol, Washington cedí i assignà Hamilton com a comandant d'un batalló de companyies d'infanteria lleugera del 1r i el 2n New York Regiments i dues companyies provisionals de Connecticut. En la planificació de l'assalt de Yorktown, Hamilton va obtenir el comandament de tres batallons, que havien de lluitar en conjunció amb les tropes franceses aliades prenent els Reductes Núm. 9 i Núm. 10 de les fortificacions britàniques de Yorktown. Hamilton i els seus batallons van prendre el Reducte Núm. 10 amb baionetes en acció nocturna, com previst. Els francesos també van patir fortes baixes i van prendre el Reducte Núm. 9. Aquestes accions van forçar la rendició dels britànics de tot un exèrcit a Yorktown, Virgínia, fent de facto el final de la guerra, tot i que hi va continuar havent petites batalles durant dos anys més fins a la signatura del Tractat de París i la sortida de les últimes tropes britàniques.

### El Congrés de la Confederació
Després de Yorktown, Hamilton va tornar a Nova York i renuncià a la seva comissió el març de 1782. Va passar el bar exam al juliol després de sis mesos d'estudi personal. També va acceptar una oferta de Robert Morris per esdevenir receptor d'impostos continentals per l'Estat de Nova York. Hamilton va ser nomenat el juliol de 1782 al Congrés de la Confederació com a representant de Nova York pel termini que començava el novembre de 1782. Abans de la seva nominació al Congrés el 1782, Hamilton ja compartia les seves crítiques al Congrés. Va expressar aquestes crítiques en una carta a James Duane datada del 3 de setembre de 1780. En la carta va escriure, "El defecte fonamental és la manca de poder al Congrés... la confederació és defectuosa en si i requereix ser alterada; no serveix ni per la guerra, ni per la pau."
Mentre era a la plantilla de Washington, Hamilton va començar a frustrar-se per la natura descentralitzada del Congrés Continental en temps de guerra, particularment la seva dependència als Estats per suport financer voluntari. Sota els Articles de la Confederació, el Congrés no té cap poder per recaptar impostos o demanar diners als Estats. Aquesta manca de fonts estables de finançament va dificultar a l'Exèrcit Continental tant l'obtenció de les provisions necessàries com el pagament als seus soldats. Durant la guerra, i un temps després, el Congrés va obtenir els fons que va poder dels subsidis del Rei de França, de l'ajut sol·licitat dels diversos Estats (que sovint no podien o no volien contribuir), i dels préstecs europeus.
Una esmena dels Articles va ser proposada per Thomas Burke, el febrer de 1781, per donar al Congrés el poder de recaptar un impost del 5%, o un impost sobre totes les importacions, però això requeria la ratificació per part de tots els Estats; garantint la seva aprovació, ja que la llei va resultar impossible després de ser rebutjada per Rhode Island el novembre de 1782. James Madison es va unir a Hamilton per influir sobre el Congrés a enviar una delegació que persuadís a Rhode Island a canviar d'opinió. El seu informe recomanant la delegació defensava que el govern nacional no necessitava només un cert nivell d'autonomia financera, sinó també la capacitat de crear lleis que substituïssin les dels Estats individuals. Hamilton va transmetre una carta defensant que el Congrés ja comptava amb el poder de tributar, ja que podia arreglar les sumes pendents dels diversos Estats; però la rescissió de Virgínia de la seva pròpia ratificació va posar fi a les negociacions de Rhode Island.

### El Congrés i l'Exèrcit
Mentre Hamilton estigué al Congrés, alguns soldats descontents van començar a posar en perill els joves Estats Units. La major part de l'exèrcit va ser enviat a Newburgh, Nova York. Aquells que estaven a l'exèrcit es finançaven la major part dels seus propis subministraments, i no se'ls havia pagat en vuit mesos. A més a més, després de Valley Forge, se'ls va prometre als oficials Continentals el maig del 1778 una pensió de la meitat del seu sou quan se'ls va donar d'alta. A principis dels anys 1780, a causa de l'estructura del govern sota els Articles de la Confederació, no tenien poder tributari ni per recaptar ingressos ni per pagar als seus soldats. El 1782 després de diversos mesos sense paga, un grup d'oficials es va organitzar per enviar una delegació per pressionar el Congrés, dirigit pel capità Alexander McDougall. Els oficials tenien tres demandes: la paga de l'Exèrcit, les seves pròpies pensions, i la commutació d'aquestes pensions en un pagament global si el Congrés no es podia permetre les pensions de mig salari per tota la vida. El Congrés va rebutjar la proposta.
Diversos congressistes, incloent-hi Hamilton, Robet Morris i el Gouverneur Morris (sense relació), van intentar utilitzar aquesta Conspiració Newburgh com a palanquejament per assegurar el suport dels Estats i al Congrés pel finançament del govern nacional. Van animar a MacDougall a continuar amb el seu enfocament agressiu, amenaçant amb conseqüències desconegudes si les seves demandes no es complien, i rebutjaven propostes que haurien resolt la crisi sense establir una imposició federal general: el fet que els Estats assumeixin el deute amb l'exèrcit, o que s'estableixi un impost dedicat a l'únic propòsit de pagar aquest deute.
Hamilton va sugerir utilitzar les reclamacions de l'Exèrcit per imposar-se als Estats amb el sistema de finançament nacional proposat. Els Morrises i Hamilton van contactar Knox per suggerir-li que junt amb els oficials desafiessin l'autoritat civil, com a mínim no dissolent-se si l'exèrcit no es donava per satisfet. Hamilton va escriure a Washington per suggerir que Hamilton encobertament "dirigís" els esforços dels oficials per obtenir reparació, per assegurar el finançament continental mantenint l'exèrcit dins els límits de la moderació. Washington respongué a Hamilton, rebutjant la introducció de l'exèrcit. Quan la crisi va acabar, Washington va prevenir sobre els perills d'utilitzar l'exèrcit com a palanquejament per guanyar suport pel pla financer nacional.
El 15 de març, Washington va desactivar la situació de Newburgh adreçant-se als oficials personalment. El Congrés va ordenar la dissolució oficial de l'Exèrcit l'abril de 1783. En el mateix mes, el Congrés va aprovar una nova mesura per un impost de 25 anys—que Hamilton va votar en contra—que un cop més requeria el consens de tots els Estats; també aprovava una commutació de les pensions de ficials de cinc anys de sou sencer. Rhode Island es va oposar novament a aquestes disposicions, i les robustes declaracions de Hamilton sobre la prerrogativa nacional en la seva darrera carta van ser àmpliament considerades com a excessives.
El juny de 1783, un grup diferent de soldats descontents de Lancaster, Pennsilvània, va enviar una petició al Congrés exigint la seva paga posterior. Quan començaren a marxar cap a Filadèlfia, el Congrés va acusar Hamilton i dos altres d'interceptar la multitud. Hamilton va demanar milícies al Consell Executiu Suprem de Pennsilvània, però va ser rebutjat. Hamilton instruí el secretari de Guerra Assistent William Jackson a interceptar els homes. Jackson no va tenir èxit. La mobilització va arribar a Filadèlfia, i els soldats van procedir a arengar el Congrés per la seva paga. El president del Congrés Continental, John Dickinson, va témer que la milícia de l'Estat de Pennsilvània no fos fiable, i va rebutjar-ne l'ajuda. Hamilton defensava que el Congrés s'hauria d'ajornar a Princeton, Nova Jersey. El Congrés va coincidir, i es va traslladar allí. Frustrat amb la feblesa del govern central, Hamilton va redactar una crida per revisar els Articles de la Confederació mentre era a Princeton. Aquesta resolució contenia moltes característiques de la futura Constitució dels EUA, incloent-hi un govern federal robust amb la capacitat de recaptar impostos i aixecar un exèrcit. També incloïa la separació de poders en les branques legislatives, executives, i judicials.

### Retorn a Nova York
Hamilton dimití del Congrés el 1783. Quan els britànics van deixar Nova York el 1783, exercia allí en col·laboració amb Richard Harison. S'especiatlitaza en la defensa de Tories i temes britànics, com el cas Rutgers v. Waddington, en què va derrotar una demanda per danys causats a una fàbrica de cervesa per un anglès que la sostenia durant l'ocupació militar de Nova York. Va demanar que el Tribunar de l'Alcaldia interpretés la legislació estatal d'acord amb el tractat de París de 1783 que havia posat fi a la Guerra Revolucionària.:64–69
El 1784, va fundar la Bank of New York, una de les banques més antigues encara existents d'Amèrica. Hamilton va ser un dels homes que van reanomenar el King's College com a Columbia College, que havia estat tancada des de 1776 i severament danyada durant la guerra. Gens satisfet amb els febles Articles de la Confederació, va prendre un lideratge important en la Convenció d'Annapolis de 1786. Va redactar la seva resolució per una convenció constitucional, i, així, va apropar-se un pas més de la realització del seu gran desig de tenir un govern federal més poderós i econòmicament independent.

## La Constitució i elsFederalist Papers

### La Convenció Constitutional i la ratificació de la Constitució
Al 1787, Hamilton servia com assembleista del Comtat de Nova York en la Legislatura de l'Estat de Nova York i va ser escollit com a delegat per la Convenció Constitucional pel seu sogre Philip Schuyler.:191 Tot i que Hamilton havia estat líder en la demanda d'una nova Convenció Constitucional, la seva influència directa en la mateixa Convenció era prou limitada. La facció del governador George Clinton en la legislatura de Nova York escollí dos altres delegats, John Lansing Jr. i Robert Yates, i tots dos s'oposaven a l'objectiu de Hamilton d'un govern nacional robust. Així doncs, sempre que els altres dos membres de la delegació de Nova York fossin presents, decidien el vot de Nova York, i s'asseguraven que no hi havia cap alteració major dels Articles de la Confederació.:195
A principis de la Convenció, Hamilton va fer un discurs proposant un president permanent; no va tenir cap efecte sobre les deliberacions de la convenció. Va proposar de tenir un president i senadors electes que servíssin permanentment, depenent d'un "bon comportament" i subjectes eliminació per corrupció o abús; aquesta idea contribuí més tard a una visió hostil de Hamilton com a simpatitzant monàrquic, mantinguda per James Madison. En última instància, Hamilton va voler treure de la Constitució la idea d'autogovern, afirmant que el poder hauria d'anar als "rics i ben nascuts". Aquesta idea només va fer que aïllar a Hamilton dels seus companys delegats i d'altres que estaven temperats en les idees de revolució i llibertat.
Segons unes anotacions de Madison, Hamilton va dir referent al executiu, "El model Anglès va ser l'únic correcte en aquest tema. L'interès hereditari del rei estava tan entrellaçat amb el de la nació, i els seus emoluments personals eren tan grans, que se''l va plaçar per sobre del perill de ser corromput des de fora... Fem que es designi un executiu vitalici que gosi executar els seus poders."
Hamilton defensà, "I deixim-me observar que un executiu és menys perillós per les llibertats de les persones quan està al càrrec permanentment que només per set anys. Podria dir-se que això constitueix un monàrca electe... Però sotmetent l'executiu a la destitució, el terme "monarquia" no es pot aplicar..." Durant la convenció, Hamilton va construir un esborrany de la Constitució basat en els debats de la convenció, però mai no el va presentar. Aquest esborrany tenia la major part de les característiques de la Constitució actual. En aquest esborrany, el Senat s'escollia en porporció de la població, sent dos cinquenes parts de la quantitat de la Cambra, i el President i els Senadors s'escollien mitjançant unes complexes eleccions multietapes, en què uns electors escollits voten cossos més petits d'electors; tindrien càrrecs vilaticis, però podien ser expulsats per mala conducta. El President tindria el veto absolut. La Cort Suprema tindria que tenir jurisdicció immediata sobre tots els plets relacionats amb els Estats Units, i els governadors d'Estat tindrien que ser nomenats pel govern federal.
Al final de la convenció, Hamilton encara no estava content amb la Constitució final, però la signà igualment com una gran millora sobre els Articles de la Confederació, i instà els seus companys delegats a fer-ho així. Com que els altres dos membres de la delegació de Nova York, Lansing i Yates, ja s'havien retirat, Hamilton va ser l'únic firmant de Nova York a la Constitució dels Estats Units.:206 Llavors va prendre una part fortament activa en la campanya reeixida per la ratificació del document a Nova York el 1788, que va ser un pas crucial per la ratificació nacional d'aquest. Primer va utilitzar la popularitat de la Constitució en les masses per obligar George Clinton a firmar-la, però no va tenir èxit. La convenció d'Estat a Poughkeepsie el juny de 1788 va enfonsar a Hamilton, Jay, James Duane, Robert Livingston, i Richard Morris en contra de la facció Clintoniana dirigida per Melancton Smith, Lansing, Yates, i Gilbert Livingston.
Membres de la facció de Hamilton estaven en contra de qualsevol ratificació condicional, sota la impressió que Nova York no seria acceptada dins la Unió, mentre que la facció de Clinton volia esmenar la Constitució, mantenint el dret de l'Estat de separar-se si l'intent fracassava. Durant la convenció d'Estat, New Hampshire i Virgínia convertint-se en el novè i desè Estat en ratificar la Constitució, respectivament, s'havien assegurat que no es produiria cap ajornament i que s'hauria d'arribar a un compromís. Els arguments que Hamilton havia utilitzat per les ratificacions eren en gran part iteracions de treball de The Federalist Papers, i finalment Smith va ratificar, tot i que va ser més per necessitat que per la retòrica de Hamilton. La votació a la convenció estatal es va ratificar de 30 a 27, el 26 de juliol de 1788.
Al 1788, Hamilton serví un segon termini en el que acabaria sent l'última sessió del Congrés Continental sota els Articles de la Confederació.

### The Federalist Papers
Hamilton recrutà John Jay i James Madison per escriure una sèrie d'assajos defensant la Constitució proposada, actualment coneguts com The Federalist Papers, i va fer-ne la contribució més gran, escrivint 51 dels 85 assajos publicats (Madison n'escriví 29, i Jay escriví els atres 5). Hamilton va supervisar el projecte sencer, llistà els participants, escriví la major part dels assajos, i supervisà la publicació. Durant el projecte, cada persona era responsable segons les seves àrees d'especialització. Jay cobrí les relacions exteriors. Madison cobrí la història de les repúbliques i les confederacions, junt amb l'anatomia del nou govern. Hamilton cobrí les branques de govern més pertinents per ell: les branques executives i judicials, amb alguns aspectes del Senat, així com la cobertura dels temes militars i de taxació. Els papers van ser publicats per primer cop a The Independent Journal el 27 d'octubre de 1787.
Hamilton escriví el primer paper firmant com a Publius, i tots papers posteriors forem firmats amb el nom.:210 Jay escriví els quatre papers següents per elaborar en les febleses de la confederació i la necessitat d'unitat vers les agressions exteriors i en contra de la divisió en confederacions rivals, i, excepte la Número 64, no va estar més involucrat.:211 Els aspectes més destacats de Hamilton van incloure la discussió que, tot i que les repúbliques havien estat culpables de trastorns en el passat, els avenços en la "ciència de la política" havien fomentat principis que asseguraven que es poguessin prevenir aquests abusos (com ara la divisió de poders, controls i equilibris legislatius, un poder judicial independent, i legisladors que fossin representats per electors [Números 7-9]). Hamilton escriví també una extensa defensa de la constitució (Núm. 23-36), i discuteix les branques del Senat, executiva, i judicial en els Números 65-85. Hamilton i Madison van treballar per descriure l'estat anàrquic de la confederació en els Números 15-22, i se'ls ha descrit com a prou similars de pensament en aquell període—en contrast de la forta oposició que tingueren més endavant. Diferències subtils van començar a aparèixer quan discutíren la necessitat d'exèrcits permanents.

### Reconciliació entre Nova York i Vermont
Al 1764, King George III havia regnat a favor de Nova York en una disputa entre Nova York i New Hampshire sobre la regió que més tard seria l'Estat de Vermont. Llavors Nova York es va negar a reconèixer les reclamacions de béns derivades de subvencions del governador de New Hampshire Benning Wentworth durant els 15 anys precedents quan el territori era governat de facto com a part de New Hampshire. Conseqüentment, la gent del territori disputat, anomenats els New Hampshire Grants, es resistien a l'aplicació de les lleis de Nova York. La milícia d'Ethan Allen anomenada la Green Mountain Boys, notoris per grans èxits en la guerra contra els britànics al 1775, va ser formada al origen amb el propòsit de resistir el govern colonial de Nova York. Al 1777, els estadistes dels Grants en declaràren un estat independent anomenat Vermont, i a principis del 1778, havien aixecat un govern d'Estat.
Durant 1777-1785, se li negava contínuament a Vermont la representació al Congrés Continental, sobretot perquè Nova York insistia que Vermont era legalment una part de Nova York. Vermont llavors va adoptar la posició que com les seves peticions d'admissió a la Unió eren rebutjades, no formava part dels Estats Units, no estava sotmès al Congrés, i tenia la llibertat de negociar per separat amb els británics. Les darreres negociacions Haldimand van portar a alguns intercanvis de presos de guerra. El tractat de pau de 1783 que finalitzava la guerra incloïa Vermont dins dels límits dels Estats Units. El 2 de març de 1784, el Governador George Clinton de Nova York va demanar al Congrés una declaració de guerra per enderrocar el govern de Vermont, però el Congrés no va prendre cap decisió.
A l'any 1787, el govern de Nova York ja havia renunciat gairebé a tots els plans de sotmetre Vermont, però encara en reclamava jurisdicció. Com a membre de la legislatura de Nova York, Hamilton va defensar forçosament i llargament en favor d'un projecte de llei que reconegués la sobirania de l'Estat de Vermont, contra nombroses objeccions sobre la seva constitucionalitat i política. La consideració del projecte de llei va ser enderrerida fins més endavant. Al 1787 i fins al 1789, Hamilton va intercanviar cartes amb Nathaniel Chipman, un advocat representant de Vermont. Al 1788, la nova Constitució dels Estats Units es va fer efectiva, amb el pla de substitució del Congrés Continental unicameral per un nou Congrés constituït per un Senat i una Cambra de Representants. Hamilton escriví:
| « | Un dels primers temes de deliberació amb el nou Congrés serà la independència de Kentucky [aleshores encara una part de Virgínia], per la qual els Estats del sud estaran ansiosos. Els del nort es contentaran en trovar un contrapès a Vermont. | » |

Al 1790, la legislatura de Nova York va decidir renunciar a la reclamació de Vermont si el Congrés decidia admetre Vermont a la Unió i si les negociacions entre Nova York i Vermont en la frontera entre els dos Estats eren concloses amb èxit. Al 1790, els negociadors van discutir no només la frontera, sinó també la compensació financera dels concessionaris de terres de Nova York de qui Vermont es negava a reconèixer les subvencions perquè estaven en conflicte amb les subvencions anteriors de New Hampshire. Una compensació de 30.000 dollars espanyols va ser acordada, i Vermont va ser admès a la Unió al 1791.

## Secretari del Tresor
El President George Washington va nomenar Hamilton com el primer Secretari del Tresor dels Estats Units l'11 de setembre de 1789. Va dimitir l'últim dia de gener de 1795. La major part de l'estructura del govern dels Estats Units va ser creada durant aquests cinc anys, començant per l'estructura i foncionament del gabinet mateix. El biògraf Forrest McDonald defensa que Hamilton veia el seu càrrec, com el del primer senyor britànic del tresor, com l'equivalent d'un primer ministre. Hamilton supervisà els seus col·legues sota el regnat electiu de George Washington. Washington requeria els consells i assistència de Hamilton en temes fora del àmbit del Departament del Tresor. Al 1791, com a Secretari, Hamilton va ser escollit com a membre de l'Acadèmia Americana de les Arts i les Ciències. Hamilton envià diversos informes financers al Congrés. Entre els quals hi ha el First Report on the Public Credit, Operations of the Act Laying Duties on Imports, Reports on a National Bank, On the Establishment of a Mint, Report on Manufactures, i el Report on a Plan for the Further Support of Public Credit. Finalment, la gran empresa en el projecte de Hamilton d'una república administrativa és l'establiment de l'estabilitat.

### Informe del Crèdit Públic
Abans del ajornament de la Cambra al setembre de 1789, van demanar a Hamilton de fer un informe amb suggeriments per millorar el crèdit públic per abans del gener de 1790. Hamilton havia escrit a Robert Morris ja al 1781, que arreglant el crèdit públic els faria aconseguir l'objectiu de la independència. Les fonts que Hamilton va fer servir van des de francesos com Jacques Necker i Montesquieu a escriptors britànics com Hume, Hobbes, i Malachy Postlethwayt. Mentre escriví l'informe també buscà suggeriments dels contemporànis com John Witherspoon i Madison. Tot i que estaven d'acord amb impostos addicionals com en destil·leries i drets sobre licors importants i impostos sobre la terra, Madison temia que els valors del deute públic caiguessin en mans externes.:244–45
En l'informe, Hamilton sentí que els valors s'haurien de pagar en valor total als seus propietaris legítims, incloent aquells qui varen prendre el risc financer de comprar bons del govern que la majoria dels expert pensaven que mai no es canviarien. Va defensar que la llibertat i la seguretat de la propietat eren inseparables, i que el govern havia de complir els contractes, ja que formaven la base de la moral pública i privada. Per Hamilton, la correcta gestió del deute del govern permetria també a Amèrica de demanar préstecs amb uns tipus d'interès assequibles i seria també un estimulant de l'economia.

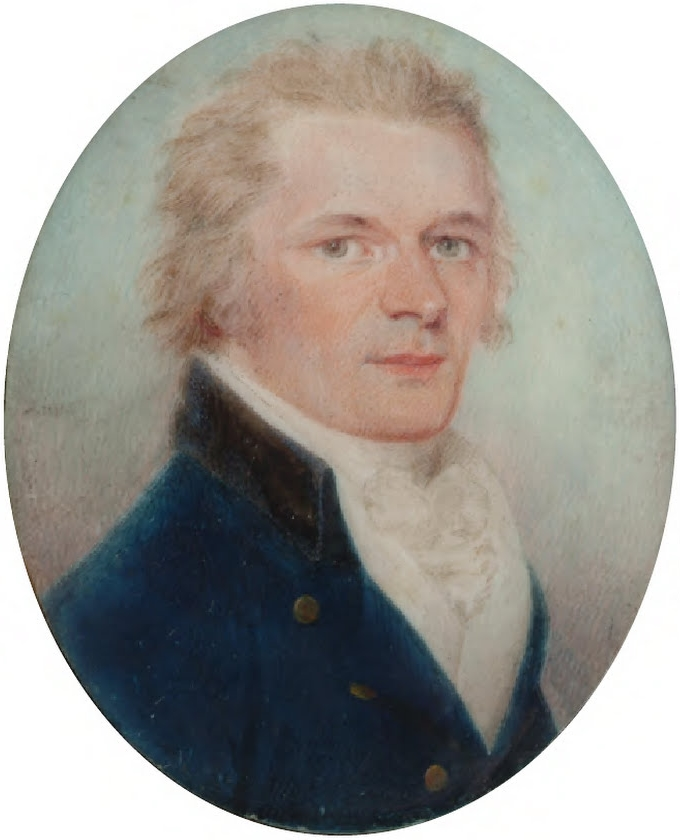
Miniatura de Hamilton attribuïda a Charles Shirreff, c. 1790

Hamilton dividí el deute en nacional i estatal, i més tard dividí el deute nacional en deute exterior i domèstic. Mentre hi havia un acord sobre com gestionar el deute exterior (sobretot amb França), no n'hi havia cap referent el deute nacional en mans de creditors domèstics. Durant la Guerra Revolucionària, moltíssims ciutadants havien invertit en bons, i els veterans de guerra havien estat pagats amb lletres de canvi i pagarés que van caure de preu durant la Confederació. En resposta, els veterans de guerra van vendre els valors a especuladors per tan sols quinze o vint cèntims de dòlar.
Hamilton sentí que els diners dels bons no havien de ser pels soldats que havien demostrat tenir poca fe en el futur del país, sinó pels especuladors que havien comprat els bons dels soldats. El procés d'intentar localitzar els titulars originals dels bons juntament amb el govern que mostrava discriminació entre les classes de titulars si es volia compensar els veterans de guerra també va tenir un pes important com a factors per a Hamilton. Pel que fa als deutes estatals, Hamilton va suggerir-ne la consolidació amb el deute nacional i l'etiquetatge com a deute federal, pel bé de l'eficiència a nivell nacional.
La darrera porció de l'informe s'ocupava de l'eliminació del deute utilitzant un fons d'amortització que retiraria el 5% del deute anual fins que estigués pagat del tot. Com que els bons es van vendre molt per sota del seu valor nominal, les compres beneficiarien el govern mentre els valors pugessin de preu. Quan l'informe es va enviar a la Cambra de Representants, els detractors no van trigar a oposar-s'hi. Alguns punts de vista oposants expressats a la Cambra deien que la noció dels programes que s'assemblaven a la pràctica britànica eren malvats, i que la balança de poder es decantaria dels representants a la branca executiva. William Maclay sospitava que molts congressistes estaven involucrats en valors públics, veient el Congrés com una lliga perversa amb especuladors de Nova York. El congressista James Jackson també va parlar en contra de Nova York, amb al·legacions d'especuladors que intentaven estafar aquells qui encara no havien sentit a parlar de l'informe de Hamilton.
La implicació d'aquells que formaven part del cercle de Hamilton com Schuyler, William Duer, James Duane, Gouverneur Morris, i Rufus King com a especuladors tampoc fou favorable pels contràris a l'informe, tot i que Hamilton personalment no posseïa ni cedia cap part del deute.:250 Madison finalment s'oposà el febrer de 1790. Tot i que no estava contra els beneficiaris actuals del deute públic, volia que la bonança fos pels titulars originals. Madison no sentia que els titulars originals haguessin perdut fe en el govern, sinó que van vendre els seus valors per desesperació. El compromís es va veure flagrant tant pels Hamiltonians com pels sus dissidents com Maclay, i el vot de Madison va ser derrotat el 22 de febrer per 36 vots a 13.:255
L'enfrontament per l'assumpció del deute estatal per part del govern nacional fou un problema més llarg, i durà més de quatre mesos. Durant aquest període, Alexander White va demanar les fonts que Hamilton aplicaria al pagament dels deutes estatals, i va ser rebutjat a causa que Hamilton no va poder preparar la informació a temps pel 3 de març, i va ser ajornat fins i tot pels seus partidaris tot i configurar un informe l'endemà (que consistia en una sèrie de deures addicional per satisfer l'interès dels deutes estatals).:297–98 Duer va dimitir com a Secretari Assistent del Tresor, i el vot de l'assumpció sortí negatiu el 12 d'abril per 31 vots a 29.:258–59
Durant aquest període, Hamilton va passar per alt al Congrés el problema en augment de l'esclavitud, després que Quakers en demanés l'abolició, ajornant el problema per l'any següent.
Un altre problema en què Hamilton va estar involucrat va ser la ubicació temporal de la capital des de la ciutat de Nova York. Tench Coxe va ser enviat per parlar amb Maclay per negociar sobre la ubicació temporal de la capital a Filadèlfia, ja que només necessitaven un sol vot al Senat i cinc a la Cambra per aprovar-ho.:263 Thomas Jefferson va escriure anys més tard que tingué una conversa amb Hamilton, al voltant d'aquest període, sobre la reubicació de la capital dels Estats Units a Virgínia com una "pastilla" que "seria particularment amarga pels Estats del sud, i que s'hauria d'adoptar alguna mesura concomitant per endolcir-ho una mica.":263 El projecte de llei es va aprovar al Senat el 21 de juliol i a la Cambra el 26 de juliol de 1790 amb 34 vots a 28.:263

### Informe de la National Bank
L'Informe de Hamilton de la National Bank fou una projecció del primer Informe del Crèdit Públic. Tot i que Hamilton ja estava formant idees sobre una banca nacional des de 1779,:268 va estar recollint idees de diverses maneres en els darrers onze anys. Aquestes incloïen teories d'Adam Smith, estudis extensius de la Bank of England, les errades de la Bank of North America i la seva experiència establint la Bank of New York. També va fer servir registres de James Wilson, Pelatiah Webster, Gouverneur Morris, i del seu secretari assistent del tresor Tench Coxe. Pensava que aquest pla per a una banca nacional podia ajudar d'alguna forma en la crisi financera.
Hamilton suggerí que el Congrés hauria de llogar la National Bank amb una capitalització de 10 milions de dòlars, una cinquena part d'aquesta seria gestionada pel govern. Com que el govern no tenia els diners, els agafaria prestats de la banca mateixa, i pagaria el préstec en deu quotes iguals anuals.:194 La resta havia de estar disponible per a inversors individuals. La banca havia de ser dirigida per una Junta Directiva de vint-i-cinc membres que representés una gran majoria d'accionistes privats, cosa que Hamilton considerava imprescindible per estar sota una directiva privada.:268 El model bancàri de Hamilton tenia prous similituds amb el de la Bank of England, excepte que Hamilton volia excloure el govern d'implicacions amb el deute públic, però que proporcionés una llarga, ferme, i elàstica font monetària per un funcionament normal dels negocis i un desenvolupament econòmic usual, entre altres diferències.:194–95 Els ingressos fiscals per iniciar la banca eren els mateixos que havia proposat anteriorment, augments en licors d'importació: rom, licor, i whisky.:195–96
El projecte de llei es va aprovar al Senat pràcticament sense problemes, però les objeccions a la proposta augmentaren quan va arribar a la Cambra de Representants. Va ser aturada sobretot per crítiques que deien que Hamilton estava servint l'interés del nord-est a través de la banca, i aquells que feien vida agrària no se'n beneficiarien.:270 Entre aquests crítics hi havia James Jackson de Georgia, qui també va intentar rebatre l'informe senyalant part de The Federalist Papers.:270 Madison i Jefferson també s'hi van oposar. Les possibilitats que la capital no fos traslladada al Potomac si la banca s'establia fermament a Filadèlfia n'era una raó més significativa, i el que els membres del Congrés de Pennsilvània van fer per mantenir la capital allí va fer enfadar a tots dos homes.:199–200 La Whiskey Rebellion també mostrava com en altres plans financers, hi havia una distància entre les classes mentre els rics s'aprofitaven dels impostos.
Madison va advertir els membres del Congrés de Pennsilvània que atacaria el projecte de llei com a inconstitucional a la Cambra, i així ho va fer.:200 Madison defensà el seu cas sobre en quin lloc de la Constitució podia ser establert el poder d'una banca, però no va aconseguir influenciar els membres de la Cambra, i la seva autoritat en la Constitució va ser qüestionada per uns quants membres.:200–01 La llei es va aprovar finalment de manera aclaparadora el 8 de febrer de 1791 amb 39 vots a 20.:271
Washington dubtava si firmar la llei, mentre rebia suggeriments del Ministre de Justícia Edmund Randolph i Thomas Jefferson. Jefferson rebutjava la clàusula de "necessaria i adequada" com a motiu per la creació d'una banca nacional, declarant que els poders enumerats "poder ser executats sense una banca.":271–72 Juntament amb les objeccions de Randolph i Jefferson, es creu que la involucració de Washington en la reubicació de la capital de Filadèlfia n'era també un motiu dels seus dubtes.:202–03 En reposta a la objecció a la clàusula de "necessària i adequada", Hamilton declarà que "Necessari sovint no significa més que substancial, requisit, incidental, útil, o conductor a", i la banca era una "espècie convenient de mitjà a on aquests (impostos) s'havien de pagar.":272–73 Washington va acabar firmant el projecte de llei.:272–73

### Establint la U.S. Mint

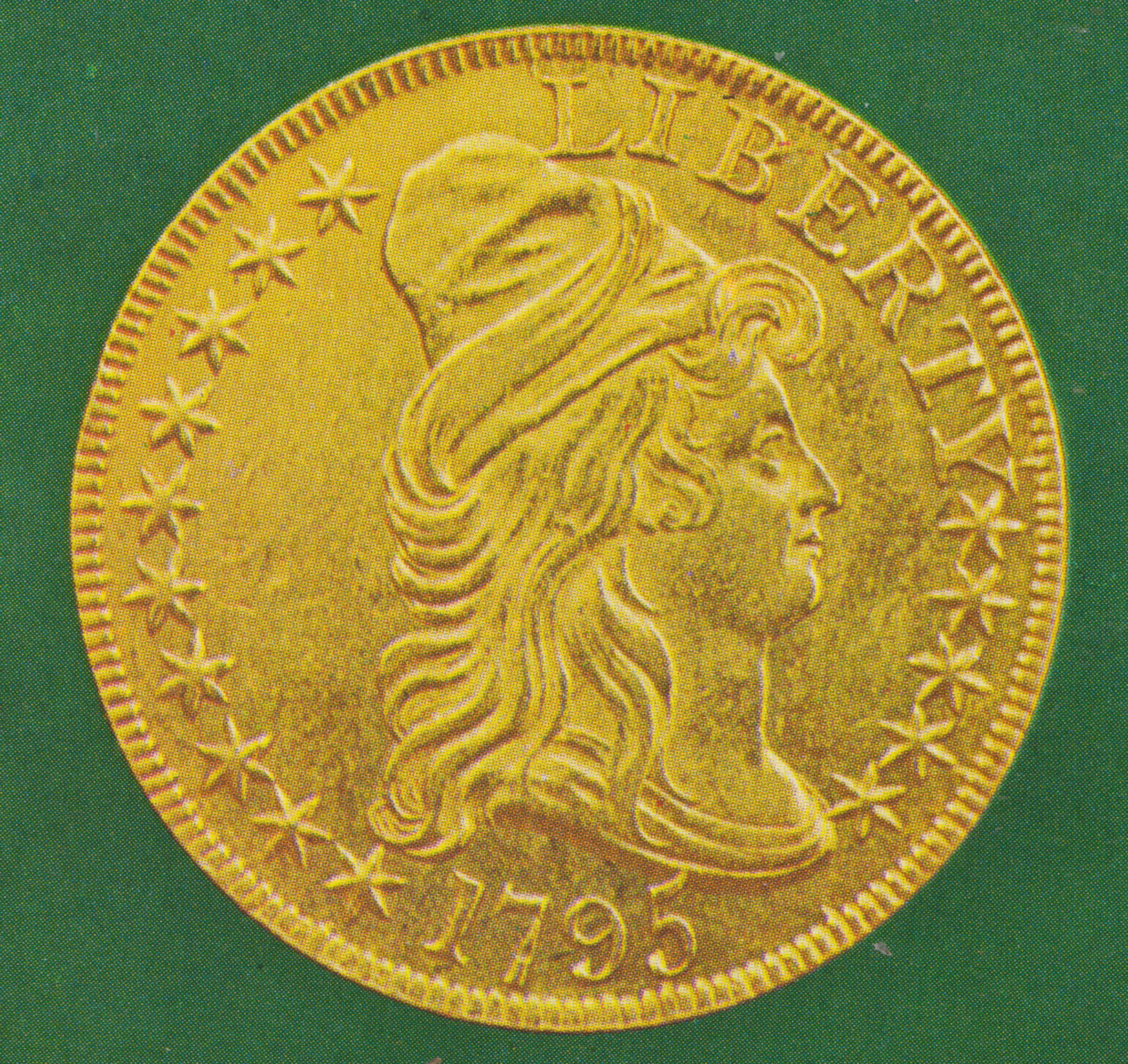
Una Turban Head eagle, una de les primeres monedes d'or encunyades sota el Coinage Act de 1792

Al 1791, Hamilton envià l'Informe d'Establiment d'una Casa de la Moneda a la Cambra de Representants. Moltes de les idees de Hamilton per aquest informe provenien d'economistes europeus, resolucions dels consells del Congrés Continental de 1785 i 1786, i de gent com Robert Morris, Gouverneur Morris i Thomas Jefferson.:197
Com que la moneda que més circulació tenia als Estats Units a l'època era la moneda espanyola, Hamilton proposà que l'encunyació d'un dòlar dels Estats Units que pesés tant com el peso espanyol seria la manera més simple d'introduir la moneda nacional. Hamilton diferia dels responsables polítics monetaris europeus en el seu desig de sobreprejar l'or respecte a la plata, sobre la base que els Estats Units sempre rebria una afluència de plata de les Índies Occidentals.:197 Malgrat la seva preferència per un patró or monometàl·lic, emetí finalment una moneda bimetàl·lica amb una relació fixa de 15:1 entre plata i or.:197
Hamilton proposà que el dòlar americà tingués monedes fraccionades utilitzant decimals, en comptes de vuitens com la moneda espanyola. Aquesta innovació fou superida en primer lloc pel Superintendent Financer Robert Morris, amb qui Hamilton s'escriví després d'examinar una de les Nova Constellatio de Morris al 1783. També desitjava l'encunyació de monedes de poc valor, com els deu cèntims de plata i les monedes de cèntim i mig cèntim de coure, per reduir el cost de vida dels més desfavorits.:198 Un dels seus objectius principals fou l'acostumació de la gent a la manipulació freqüent dels diners.:198
Al 1792, els principis de Hamilton van ser adoptats pel Congrés, resultant en el Coinage Act de 1792, i la creació del United States Mint. Hi hauria una moneda Gold Eagle de deu dòlars, un dòlar de plata, i monedes fraccionades que anirien des de mig a cinc cèntims. L'encunyació de plata i or es va emetre al 1795. The coining of silver and gold was issued by 1795.

### ElRevenue Cutter Service

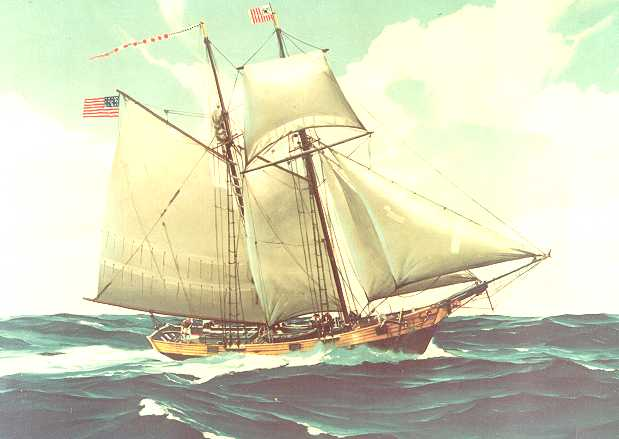
Un quadre d'un Cúter de la Revenue Marine, que pot ser tant el Massachusetts (1791), o la seva substutició, el Massachusetts II

El contraban a les costes americanes era un problema d'abans de la Guerra Revolucionària, i després de la Revolució la problemàtica s'intensificà. Juntament amb el contraban, la falta de control naval, la pirateria, i el desequilibri d'ingressos eren també problemes majors. En resposta, Hamilton proposà al Congrés promulgar una força policial naval anomenada revenue cutters per patrullar les aigües i assistir els col·leccionistes particulars pel confiscament de contraban. La idea va ser proposada també per assistir en el control de tarifes, impulsar de l'economia americana, i promoure la marina mercant. Es pensa que l'experiència obtinguda durant el seu temps d'aprenent amb Nicholas Kruger va influir en la seva presa de decisions.
Pel que fa a alguns detalls del "System of Cutters",  Hamilton volia situar els deu primers cúters en diferents àrees dels Estats Units, des de New England fins a Georgia. Cadascun d'aquests cúters havia de ser armat amb deu mosquetons i baionetes, vint pistoles, dos burins, un piolet i dues llanternes. La tela de les veles havia de ser concebuda domèsticament; i es van fer provisions pel subministrament d'aliments i d'etiqueta dels empleats durant l'embarcament dels vaixells. El Congrés va establir el Revenue Cutter Service el 4 d'agost del 1790, que es considera el naixement de la Guàrdia Costanera dels Estats Units.

### El whisky com a ingressos fiscals
Una de les fonts principals d'ingressos que Hamilton imposà al Congrés per aprovar era un impost especial sobre el whisky. En la seva primera Factura Aranzelària el gener de 1790, Hamilton proposava d'augmentar els tres milions de dòlars necessitats per pagar per les despeses de funcionament del govern i els interessos en els deutes domèstics i externs mitjançant un increment dels drets sobre els vins importats, licors destil·lats, te, cafè, i licors domèstics. Va fracassar, amb el Congrés complint amb la major part de les recomanacions excloent l'impost especial sobre el whisky (la tarifa de Madison del mateix any fou una modificació de la de Hamilton que només implicava drets d'importació i es va aprovar al setembre).

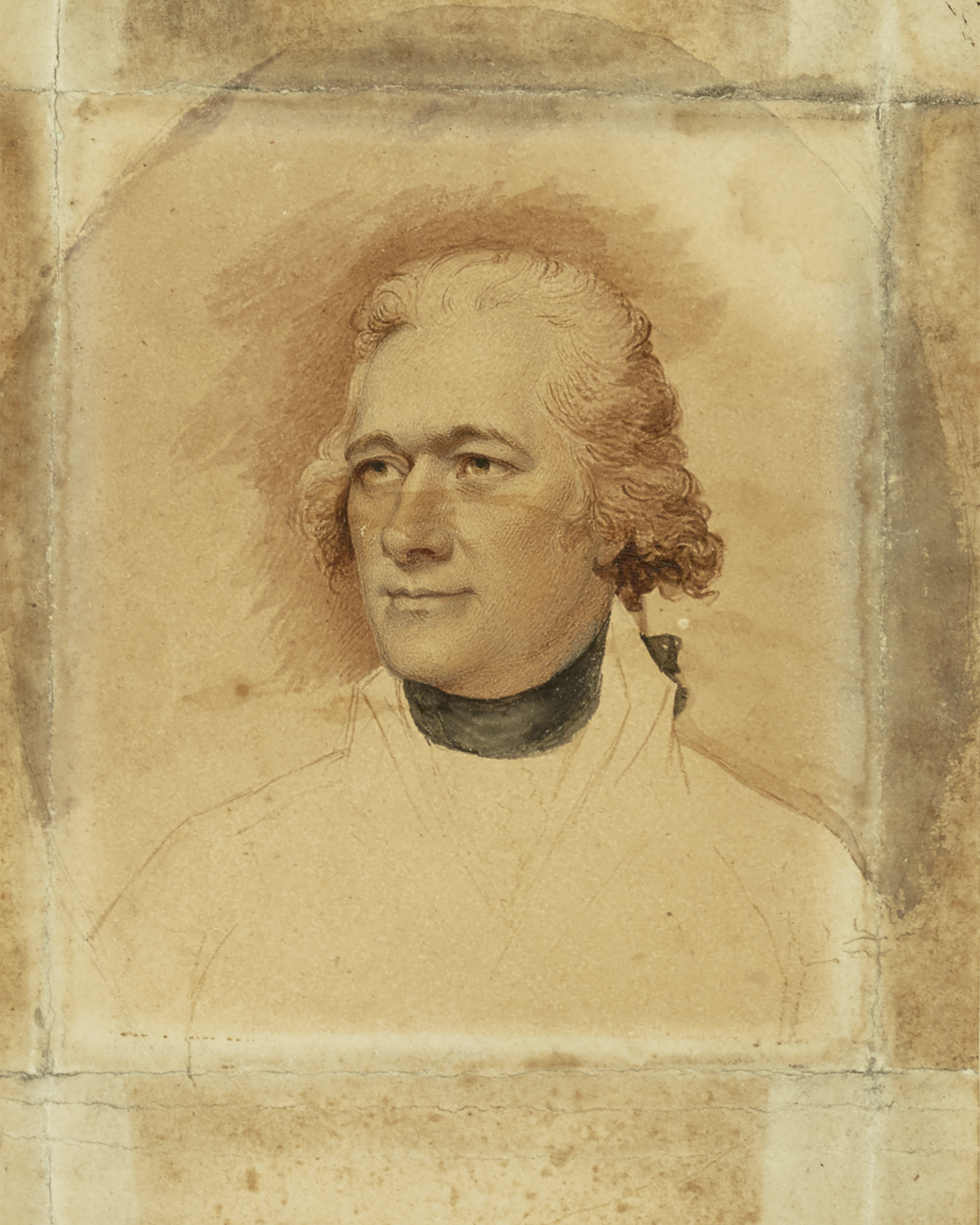
Retrat d'Alexander Hamilton de Walter Robertson, c. 1794

Com a resposta a la diversificació dels ingressos, ja que tres quartes parts dels ingressos recaptats eren del comerç amb Gran Bretanya, Hamilton tornà a intentar en el seu Report on Public Credit quan el va presentar al 1790, d'implementar un impost al consum tant en els licors importats com en els domèstics. La taxa tributària es va graduar en proporció a la prova del whisky, i Hamilton intentà igualar la càrrega fiscal dels licors d'importació amb licors domèstics i uns altres d'importació. En lloc de l'impost especial en producció, els ciutadans podien pagar a 60 cèntims el galó de capacitat de dispensació, juntament amb una exempció en petits alambins utilitzats exclusivament per a la consumició domèstica. Va adonar-se de l'odi que l'impost rebria a les zones rurals, però va pensar que els impostos sobre els licors serien més raonables que els impostos sobre la terra.
La oposició vení en primer lloc de la Cambra de Representants de Pennsilvània protestant per l'impost. William Maclay va assenyalar que ni tan sols els legisladors de Pennsilvània havien pogut imposar impostos especials en les regions de l'oest de l'Estat. Hamilton era conscient de les possibles dificultats i demanà als inspectors el dret d'escorcollar edificis on els destil·ladors estiguessin designats per emmagatzemar els licors, i poder així trobar presumptes instal·lacions d'emmagatzematge per confiscar-ne el contraban amb una ordre. Tot i que els inspectors no tenien dret a escorcollar cases ni magatzems, van poder fer visites dos cops per dia i presentar informes setmanals amb detalls extensius. Hamilton advertí en contra de mitjans judicials accelerats, i en favor d'un judici amb jurat i possibles delinqüents. Tan aviat com 1791, els habitants locals començaren a defugir o amenaçar els inspectors, ja que sentien que els seus mètodes eren intrusius. Els inspectors també patien tortures com ser coberts amb quitrà i plomes, ser tapats amb els ulls embenats, i ser assotats. Hamilton va intentar calmar l'oposició rebaixant els impostos, però no va ser suficient.
La forta oposició a l'impost del whisky dels productors de cotó en zones rurals remotes va esclatar en la Whiskey Rebellion de 1794; en la Pennsilvània i Virgínia de l'oest, el whisky era el producte bàsic d'exportació i era fonamental per la economia local. En resposta a la rebel·lió, creient que el compliment de les lleis era vital per l'establiment de l'autoritat federal, Hamilton acompanyà al lloc de la rebel·lió al President Washington, el General Henry “Light Horse Harry” Lee, i més tropes federals que mai havien estat reunides en un mateix lloc durant la Revolució. Aquesta exposició aclaparadora de força va intimidar els líders de la insurrecció, posant fi a la rebel·lió pràcticament sense vessaments de sang.

### Artesania i indústria

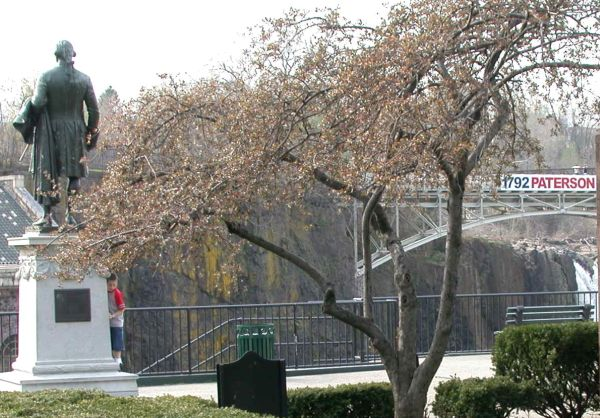
Una estàtua de Hamilton de Franklin Simmons, mirant cap a les Great Falls of the Passaic River a Paterson (Nova Jersey) on Hamilton imaginava utilitzar les cascades com a font d'energia per a noves fàbriques.

El següent informe de Hamilton fou el Report on Manufactures. Tot i que el Congrés va demanar pel 15 de gener de 1790 un informe d'artesania que expandiria la independència dels Estats Units, l'informe no es va enviar fins al 5 de desembre de 1791.:274, 277 En l'informe, Hamilton es referí a Wealth of Nations i utilitzà els fisiòcrates francesos com a exemple per rebutjar l'agrarisme i la teoria fisiocràtica; respectivament.:233 Hamilton també refutà les idees de Smith de la no-interferència del govern, ja que seria en detriment pel intercanvi amb altres països.:244 Hamilton també pensà que els Estats Units com a país principalment agrícola estaria en desavantatge tractant amb Europa. En resposta als detractors agraris, Hamilton declarà que l'artesania avançada estaria en l'interès dels agricultors,:276 i que l'agricultura era tan productiva com l'artesania.:233:276
Hamilton defensava que era impossible desenvolupar una economia industrial sense tarifes de protecció. Entre les formes en què el govern hauria d'assistir en l'artesania, Hamilton defensà l'assistència governamental a les “infant industries” perquè poguessin aconseguir economies d'escala, imposant deures de protecció als béns d'importació estrangers que també eren artesanals dels Estats Units, per retirar-ne els drets imposats sobre les matèries primeres necessàries per l'artesania, i els límits pecuniaris.:277 També va fer una crida a incitar la immigració per a que la gent vulgui millorar la seva situació amb oportunitats laborals similars. El Congrés arxivà l'informe sense gaire debat (excepte per l'objecció de Madison a la formulació de Hamilton de la clàusula de Benestar General, que Hamilton interpretà liberalment com una base legal pels seus programes extensius).
Al 1791, Hamilton, juntament amb Coxe i diversos emprenedors de Nova York i Filadèlfia, van formar la Society for the Establishment of Useful Manufactures, una corporació industrial privada. Al maig del 1792, els directors van decidir abastar The Passaic Falls. El juliol de 1792, els directors de la societat van trobar-se amb Philip Schuyler a l'hotel d'Abraham Godwin al Passaic River, on van fer un tour prospectant l'àrea per l'artesania nacional. En principi es va suggerir que cavessin trinxeres de d'una milla de llargada i construïssin les factories lluny de les cascades, però Hamilton defensà que seria massa costós i laboriós.
Es va seleccionar la localitat de Great Falls of the Passaic River a Nova Jersey per l'accés a matèries primeres, per estar densament habitada, i per tenir accés a potència hídrica de les cascades del Passaic.:231 La ciutat de la fàbrica s'anomenà Paterson com el Governador de Nova Jersey William Paterson, qui firmà la carta.:232 Els beneficis tenien que derivar de corporacions específiques en comptes de ser conferits a la nació i els ciutadans, que era diferent de l'informe. Hamilton també suggerí que el primer estoc s'oferís a 500.000 dòlars i finalment augmentar-ho a 1 milió de dòlars, i que fossin benvingudes les subscripcions tant de l'Estat com del govern federal.:280 L'empresa no va tenir mai èxit: nombrosos accionistes renunciaren als pagaments d'accions, alguns membres aviat van fer fallida, i William Duer, el governador del programa, va ser condemnat a la presó dels deutors on morí. Malgrat els esforços de Hamilton d'arreglar el desastre, l'empresa plegà.

### Aparició de partits polítics

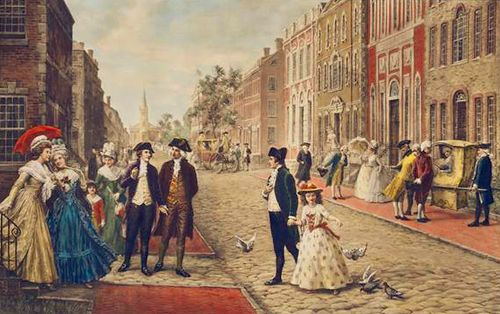
Aaron Burr, Hamilton and Philip Schuyler passejant per Wall Street, Nova York, 1790

La visió de Hamilton es va veure desafiada pels agraris de Virgínia Thomas Jefferson i James Madison, que formaren un partit rival, el partit Republicà Jeffersonià. Afavorien uns governs estatals robustos basats en l'Amèrica rural i protegits per les milícies estatals, en comptes d'un govern nacional robust recolzat per un exèrcit i una marina nacionals. Denunciaven a Hamilton com a insuficientment dedicat al republicanisme, massa amistós amb l'Anglaterra corrupte i amb la monarquia en general, i massa orientat cap a les ciutats, negocis i banques.
El sistema bipartit americà començà a aparèixer com a partits polítics units per uns interessos competitius. Una assemblea al congrés, dirigida per Madison, Jefferson i William Branch Giles, va començar com un grup d'oposició al programes financers de Hamilton. Hamilton i els seus aliats van començar a anomenar-se Federalistes. El grup d'oposició, actualment anomenat Partit Demòcrata-Republicà pels politòlegs, llavors es feia dir Republicans.
Hamilton va reunir una coalició nacional per obtenir suport per l'Administració, incloent els programes d'expansió financera que Hamilton en va fer les polítiques de l'administració i especialment la política presidencial de neutralitat en les guerres europees entre Gran Bretanya i França. Les campanyes de relacions públiques de Hamilton van atacar el ministre francès Edmond-Charles Genêt (s'autoanomenava “Citizen Genêt”) que intentà apel·lar als votants directament, i que els Federalistes van denunciar com a interferència externa en els afers americans. Per que la república administrativa de Hamilton funcionés, els americans tenien que veure’s com a ciutadans d'una nació, i viure una administració que demostrés ser ferma i estar basada en els conceptes de la Constitució dels Estats Units. Els Federalistes imposaren alguns impostos directes interns però els van separar de la major part de les implicacions de la república administrativa de Hamilton com a massa arriscat.
Els Republicans Jeffersonians s'oposaven a les banques i les ciutats, i afavorien França. Van crear una coalició nacional pròpia per oposar-se als Federalistes. Tots dos partits obtingueren suport de les faccions polítiques locals, i cada partit desenvolupà els seus propis diaris partidistes. Noah Webster, John Fenno, i William Cobbett eren editors energètics dels Federalistes; Benjamin Franklin Bache i Philip Freneau eren editors ardentment Republicans. Tots els seus diaris es caracteritzaven per atacs personals intensos, grans exageracions, i falses declaracions. Al 1801, Hamilton va establir un diari que es publicava cada dia encara funcionant actualment, el New York Evening Post (ara el New York Post), i va posar a William Coleman com a editor.
La baralla entre Hamilton i Jefferson és més la coneguda i històricament la més important en la història de la política americana. La incompatibilitat de Hamilton i Jefferson es va intensificar pel desig no admès de tots dos de convertir-se en el conseller principal i confident de Washington.
Un fet addicional irritant per Hamilton fou l'elecció del Senat dels Estats Units a Nova York del 1791, que resultà en l'elecció del candidat Demòcrata-Republicà Aaron Burr, prèviament Fiscal General de Nova York, per sobre del Senador Philip Schuyler, Federalista incumbent i sogre de Hamilton. Hamilton culpà Burr personalment per aquest resultat, i unes caracteritzacions negatives de Burr apareixiren en la seva correspondència poc després. Els dos homes van seguir treballant junts en alguna ocasió de tant en tant, com en l'exèrcit de Hamilton de 1789 i la Manhattan Water Company.

### ElJay Treatyi Gran Bretanya

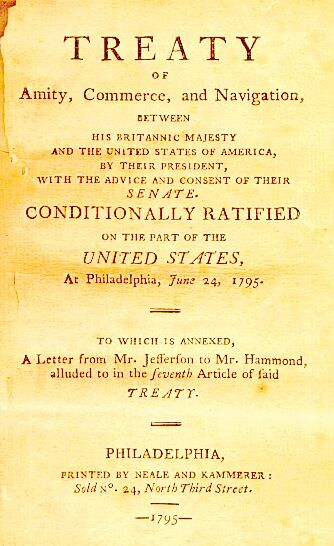
El Jay Treaty

Quan França i Gran Bretanya entraren en guerra a principis de 1793, es va preguntar als quatre membres del Consell de Ministres que s'havia de fer. Juntament amb Washington, van acordar per unanimitat mantenir-se neutrals, i que Genêt tornés a casa. Malgrat això, al 1794, les polítiques amb Gran Bretanya es convertiren en un tema important de discussió entre els dos partits. Hamilton i els Federalistes desitjaven més intercanvis amb Gran Bretanya, el major soci comercial dels recentment formats Estats Units. Els Republicans veien els britànics monàrquics com la major amenaça pel republicanisme i proposaven d'iniciar una guerra comercial en comptes.:327–28
Per evitar la guerra, Washington va enviar el President del Tribunal Suprem John Jay a negociar amb els britànics; Hamilton escriví la major part de les instruccions de Jay. El resultat fou el Jay’s Treaty. Va ser denunciat pels Republicans, però Hamilton mobilitzà suport per tot arreu. El Jay Treaty es va aprovar al Senat al 1795 exactament pels dos tercis requerits per la majoria, El Tractat resolia problemes que encara s'arrossegaven de la Revolució, evitava la guerra, i feia possible deu anys d'intercanvis pacífics entre els Estats Units i Gran Bretanya.:Ch 9 L'historiador George Herring n'assenyala els “guanys econòmics i diplomàtics remarcables i fortuïts” produïts per aquest Tractat.
Diversos Estats Europeus havien format una Lliga de Neutralitat Armada contra les incursions dels seus drets neutrals; es va consultar també al Consell de Ministres sobre si els Estats Units havien d'unir-se a l'aliança, però decidiren que no. La decisió es mantingué secreta, però Hamilton ho revelà en privat a George Hammond, el ministre britànic als Estats Units, sense avisar a Jay ni a ningú més. Això no es va saber fins que es van llegir els seus despatxos en els anys 1920’s. Aquesta “revelació extraordinària” probablement tingué poc efecte en les negociacions; Jay havia amenaçat en un moment donat d'unir-se a la Lliga, però els britànics tenien altres raons per no veure la Lliga com una amenaça seriosa.

### Segon Informe del Crèdit Públic i dimissió del càrrec públic
Hamilton va presentar la seva renúncia al càrrec l'1 de desembre de 1794, donant a Washington un preavís de dos mesos, arran de l'avortament involuntari de la seva dona Eliza mentre va estar absent durant la repressió armada de la Whiskey Rebellion. Abans de deixar el càrrec el 31 de gener de 1795, Hamilton envià un Report on a Plan for the Further Support of Public Credit al Congrés per frenar el problema del deute. Hamilton estava cada cop més insatisfet amb el qual veia com una manca de pla integral per arreglar el deute públic. Desitjava substituir nous impostos pels antics permanentment i defensava que qualsevol excedent de l'impost especial sobre els licors ajudaria a reduir el deute públic. Les seves propostes van ser incloses en un projecte de llei pel Congrés poc més d'un mes després que deixés el càrrec de secretari del tresor. Uns mesos més tard, Hamilton prosseguí amb la seva exerció de l'advocacia a Nova York per romandre a pro de la seva família.

## Anys posteriors a la secretaria

### L'elecció presidencial de 1796
La resignació de Hamilton com a Secretari del Tresor al 1795 no el va treure de la seva vida pública. Amb la represa de l'exerció de l'advocacia, es mantingué proper a Washington com a conseller i amic. Hamilton influí en la composició de Washington de l'adreça de comiat escrivint-ne esborranys per a Washington per comparar-los amb els darrers esborranys, tot i que quan Washington preveia la seva jubilació al 1792, havia consultat a James Madison per un esborrany que es va utilitzar d'una forma similar al de Hamilton.
Durant l'elecció de 1796, amb la Constitució tal com estava llavors, cadascun dels Col·legi Electoral dels Estats Units-electors tenien dos vots, que tenien d'emetre per candidats diferents. El que rebés més vots esdevindria president, el segon més votat, vicepresident. Aquest sistema no estava dissenyat amb el funcionament dels partits al cap, ja que se’ls havia considerat poc reputats i facciosos. Els Federalistes planejaven gestionar-ho de manera que tots els seus Electors votessin per John Adams, llavors vicepresident, i només uns quants per Thomas Pinckney de Carolina del Sud.
Adams ressentia la influència de Hamilton sobre Washington i el considerava excessivament ambiciós i escandalós en la seva vida privada; Hamilton comparava Adams desfavorablement amb Washington i el veia massa inestable emocionalment per ser president. Hamilton va prendre les eleccions com una oportunitat: va instar a tots els electors del nord a votar per Adams i Pinckney, perquè no s'interposés amb Jefferson; però va cooperar amb Edward Rutledge per fer que els electors de Carolina del Sud votessin per Jefferson i Pinckney. Si tot sortia bé, Pinckney tindria més vots que Adams, Pinckney seria el president, i Adams continuaria sent vicepresident, però no va funcionar. Els Federalistes se’n van donar compte (fins i tot el ministre francès als Estats Units ho sabia), i els Federalistes del nord votaren per Adams i no per Pinckney, Pinckney va sortir tercer i Jefferson es convertí en vicepresident. Adams ressentí la intriga ja que creia que els seus serveis a la nació eren molt més extensius que els de Pinckney.

### L'escàndol delReynolds affair
Durant l'estiu de 1797, Hamilton es convertí en el primer gran polític americà implicat públicament en un escàndol sexual. Sis anys abans, a l'estiu de 1791, el Hamilton de 34 anys començà una aventura romàntica amb Maria Reynolds de 23 anys. Segons Hamilton, la Maria s'apropà a casa seva a Filadèlfia, al·legant que el seu marit, James Reynolds, l'havia abandonat i volia tornar amb els seus familiars a Nova York però no en tenia els mitjans.:366–69 Hamilton recuperà la seva adreça i li deixà personalment 30 dòlars a la seva pensió, on ella el conduí cap a la seva habitació i “Es va produir una conversa a partir de la qual es va fer ràpidament aparent que un altre tipus de consol diferent al pecuniari seria acceptable”. Tots dos començaren una aventura il·lícita intermitent que durà aproximadament fins al juny de 1792.
Durant aquell any, mentre tenia lloc l'aventura, James Reynolds sabia de la infidelitat de la seva dona. Va donar suport continu a la seva relació per obtenir regularment diners d'un xantatge a Hamilton. El més normal en aquella època era que el marit enganyat busqués retribució en un duel a pistola, però Reynolds, sent conscient de tot el que Hamilton hi tenia a perdre si l'activitat es feia pública, insistí en una compensació econòmica en el seu lloc. Després d'una demanda inicial de 1.000 dòlars que Hamilton complí, Reynolds va convidar a Hamilton a renovar les seves visites a la seva dona “com a amics” només per extorsionar “préstecs” forçats, després de cada visita que la Maria sol·licitava amb les seves cartes segurament en col·lusió. Finalment, els pagaments de xantatge sumaven un total de més de 1.300 dòlars incloent l'extorsió inicial.:369 En aquest punt, Hamilton sabia probablement que tots dos Reynolds estaven involucrats en el xantatge, i complí encantat i estrictament la sol·licitud de Reynolds de posar fi a l'aventura.
El novembre de 1792, James Reynolds i el seu soci Jacob Clingman van ser arrestats per falsificació i especulació sobre els sous retribuïts no pagats dels veterans de la Guerra Revolucionària. Clingman va ser posat en llibertat sota fiança, i va transmetre a James Monroe informació que Reynolds tenia proves que incriminarien a Hamilton. Monroe consultà els congressistes Muhlenberg i Venable sobre què fer, i el congressista confrontà Hamilton el 5 de desembre de 1792. Hamilton refutà les sospites d'especulació exposant la seva aventura amb Maria i publicant com a evidència les cartes de tots dos Reynolds, provant que els pagaments a James Reynolds es relacionaven al xantatge sobre el seu adulteri, i no a una mala conducta del tresor. El trio de acusant havia de mantenir els documents privats amb la màxima confidència.:366–69
L'estiu de 1797, però, quan el “periodista notòriament escurrilós” James T. Callender va publicar A History of the United States for the Year 1796, contenia acusacions de James Reynolds siguent un agent de Hamilton, utilitzant documents de la confrontació del 15 de desembre de 1792. El 5 de juliol de 1797, Hamilton escriví a Monroe, Muhlenberg i Venable demanant la confirmació que no hi va haver res que fes mal a la percepció de la seva integritat mentre fou Secretari del Tresor. Tots van complir amb Hamilton excepte Monroe. Llavors Hamilton va publicar un fulletó de 100 pàgines, referit més tard com el Reynolds Pamphlet, on explicava l'aventura amb tot detall. La seva dona, Elizabeth, el va acabar perdonant, però Monroe no. Tot i que va patir ridícul del partit Demòcrata-Republicà, mantingué la seva disponibilitat per al servei públic.:334–36

### La Quasi-Guerra
Durant l'acumulació militar de la Quasi-Guerra de 1798-1800, i amb el fort aval de Washington (a qui se’l treiè de la seva jubilació per dirigir l'Exèrcit si una invasió francesa es materialitzava), Adams nomenà de mala gana a Hamilton com a general de divisió de l'exèrcit. Per insistència de Washington, Hamilton fou nomenat general de divisió sènior, cosa que provocà que Henry Knox rebutgés el nomenament per servir com a júnior de Hamilton (Knox havia estat general de divisió en l'Exèrcit Continental i trovà degradant de servir per sota d'ell).

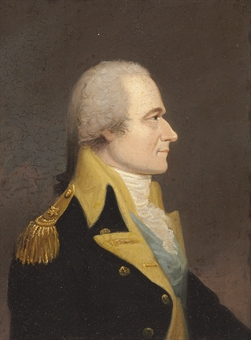
Alexander Hamilton de William J. Weaver

Hamilton serví com a Inspector General de l'Exèrcit dels Estats Units des del 18 de juliol de 1798 fins al 15 de juny de 1800. Com que Washington no volia deixar Mount Vernon tret que fos per dirigir un exèrcit en el camp de batalla, Hamilton era el cap de l'exèrcit de facto, tot i el considerable desagrat d'Adams. Si esclatava una guerra a gran escala amb França, Hamilton defensava que l'exèrcit hauria de conquerir les colònies Nord Americànes de l'aliat de França, Espanya, a les fronteres dels Estats Units. Hamilton estava preparat per marxar el seu exèrcit pel Sud dels Estats Units si calgués, utilitzant possiblement també el seu exèrcit a Virgínia per anul·lar l'oposició per Adams i ell mateix.
Per financiar aquest exèrcit, Hamilton escriví regularment a Oliver Wolcott, Jr., el seu successor a la tresoreria; William Loughton Smith, de les Formes de la Cambra i el Comité de Mitjans; i el Senador Theodore Sedgwick de Massachusetts. Va ordenar-lis de passar un impost directe per finançar la guerra. Smith dimití al juliol de 1797, per les reprimendes de Hamilton per tardança, i va dir a Wolcott de tributar propietats en comptes de terra. El programa final incloí una Stamp Act com la dels britànics abans de la Revolució i altres impostos sobre la terra, propietats i esclaus; calculats a diferents escales en diferents Estats, i requerint avaluacions difícils i complexes de les propietats. Això provocà resistència al sud-est de Pennsilvània, dirigit principalment per homes com John Fries, qui havia marxat amb Washington en contra de la Whiskey Rebellion.
Hamilton va ajudar en totes les àrees del desenvolupament de l'exèrcit, i després de la mort de Washington fou, per defecte, l'oficial sènior de l'Exèrcit dels Estats Units des del 14 de desembre de 1799 fins al 15 de juny de 1800. L'exèrcit havia de protegir de la invasió de França. Adams, malgrat això, va descarrilar tots els plans de guerra mitjançant unes negociacions obertes amb França que portaren la pau. L'exèrcit que Hamilton estava dirigint ja no calia. Adams descobrí que els membres clau del seu gabinet, el Secretari d'Estat Timothy Pickering i el Secretari de Guerra James McHenry, eren més fidels a Hamilton que a ell, i Adams els acomiadà al maig del 1800.

### L'elecció presidencial de 1800
Durant l'elecció de 1800, Hamilton treballà per derrotar no només els candidats rivals Demòcrates-Republicans, sinó també el candidat del seu propi partit, John Adams.:392-399 El novembre de 1799, els Alien and Sedition Acts van deixar només un diari Demòcrata-Republicà en funcionament a la ciutat de Nova York; quan el darrer, el New Daily Advertiser, publicà un article on deia que Hamilton havia intentat comprar el Aurora de Filadèlfia i el va tancar, Hamilton va fer processar l'editor per sedició, i el processament va portar al tancament del diari.
Aaron Burr guanyà a Nova York sobre Jefferson al maig; i Hamilton proposà una repetició de les eleccions amb unes normes diferents—amb districtes delimitats amb precisió i cadascun d'ells escollint un elector—perquè els Federalistes dividissin el vot electoral de Nova York. (John Jay, un Federalista que havia resignat a la Cort Suprema per ser Governador de Nova York, escriví al darrere de la carta les paraules, “Proposant una mesura per motius partidistes que no adoptaré,” i es negà a respondre.)
John Adams competia aquest cop contra Charles Cotesworth Pinckney de Carolina del Sud (el germà gran del candidat Thomas Pinckney de l'elecció de 1796). Hamilton va recórrer Nova Anglaterra, de nou demanant als electors del nord de votar per Pinckney amb l'esperança renovada de fer Pinckney president; i de nou intrigà a Carolina del Sud.:350-351 Les idees de Hamilton involucraven convèncer els Federalistes dels Estats centrals a reafirmar el rebuig cap a Adams si no hi havia un recolzament a Pinckney, i escriure més partidaris modestos d'Adams concernint la seva suposada mala conducta com a president.:350-351 Hamilton esperava que els Estats del Sud com les Carolines votessin per Pinckney i Jefferson, i resultés en el primer anant per davant de tots dos Adams i Jefferson.:394-395
D'acord amb el segon pla mencionat més amunt, i un atac personal amb Adams,:351 Hamilton escriví un assaig anomenat Letter from Alexander Hamilton, Concerning the Public Conduct and Character of John Adams, Esq. President of the United States que fou altament crítica, tot i que acabava amb una tèbia acceptació.:396 El va enviar a dos cents dirigents Federalistes; i quan una còpia va caure en mans dels Demòcrates-Republicans, ho publicaren. Això va fer mal a la campanya de reelecció del 1800 d'Adams i dividí el Partit Federalista, pràcticament assegurant la victòria del Partit Demòcrata-Republicà, dirigit per Jefferson, en l'elecció de 1800; i va destruir la posició de Hamilton entre els Federalistes.
Jefferson havia vençut a Adams, però tant Aaron Burr com ell, havien rebut 73 vots en el Col·legi Electoral (Adams acabà en tercera posició, Pinckney en quarta, i Jay va rebre un sol vot). Amb l'empat de Jefferson i Burr, la Cambra de Representants dels Estats Units havia d'escollir entre els dos candidats.:352:399 Diversos Federalistes que s'oposaven a Jefferson recolzaren Burr, i pels primers 35 escons, Jefferson no aconseguí la majoria. Abans de l'escó 36, Hamilton es decantà per Jefferson, donant suport a l'acord establert per James A. Bayard de Delaware, en què cinc Representants Federalistes de Maryland i Vermont s'abstenien de votar, permetent que les delegacions d'aquests Estats anessin per Jefferson, posant fi a l'estancament i elegint a Jefferson com a president en comptes de Burr.:350-351
Tot i que Hamilton no recolzés a Jefferson i no estigués d'acord amb ell en molts aspectes, veia a Jefferson com a l'opció menys dolenta. Hamilton va dir de Jefferson que era "de lluny, no era un home tan perillós", i que Burr era un "enemic maliciós" per la mesura principal de l'administració anterior. Per aquesta raó, juntament amb el fet que Burr provenia del nord i no de Virgínia, molts Representants Federalistes votaren per ell.
Hamilton escriví un nombre excessiu de cartes a amics del Congrés per convence’ls de canviar d'opinió.:352:401 Els Federalistes rebutjaren els atacs de Hamilton com a raons per no votar per Burr.:353:401 Malgrat això, Burr esdevindria el Vicepresident dels Estats Units. Quan es confirmà que Jefferson havia desenvolupat els seus propis dubtes sobre Burr i que no recolzaria el seu retorn a la vicepresidència, Burr perseguí el govern de Nova York al 1804 amb el recolzament dels Federalistes, contra el Jeffersonià Morgan Lewis, però fou derrotat per forces que inclogueren Hamilton.

### Duel amb Burr i mort

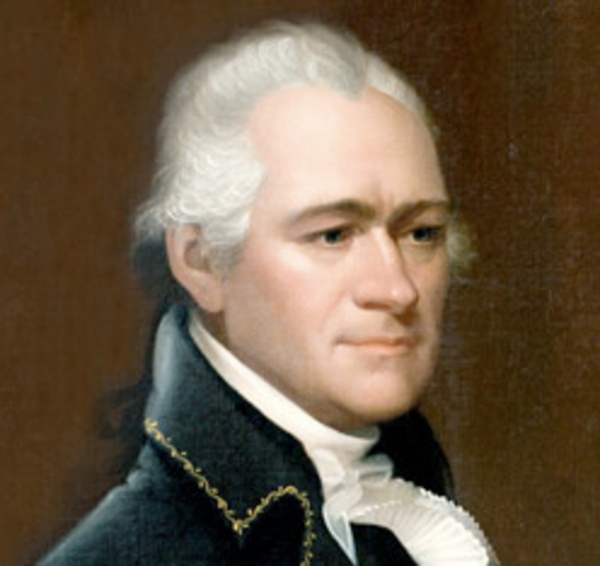
Detail of 1802 retrat de Ezra Ames, pintat després de la mort del fill gran de Hamilton, Philip

Poc després e l'elecció governamental de 1804 a Nova York—en què Morgan Lewis—el Albany Register publicà les cartes de Charles D. Cooper, citant les oposicions de Hamilton a Burr i al·legant que Hamilton havia expressat “un rebuig sostingut encara més fort” al Vicepresident en un sopar de festa al nord-est de Nova York. Cooper declarà que la carta fou interceptada després de retransmetre la informació, però declarava haver estat “inusualment prudent” en la recopilació d'informació sobre el sopar.
Burr, sentint un atac al seu honor, i refent-se de la seva derrota, demanà una disculpa en forma de carta. Hamilton li respongué per carta en què rebutjà finalment perquè no podia recordar el moment en què va insultar a Burr. S'acusà a Hamilton també de retractar-se de la carta de Cooper per covardia.:423-24 Després d'una sèrie d'intents de reconciliació sense èxit, s'acordà un duel a través de tercers al 27 de juny de 1804.:426

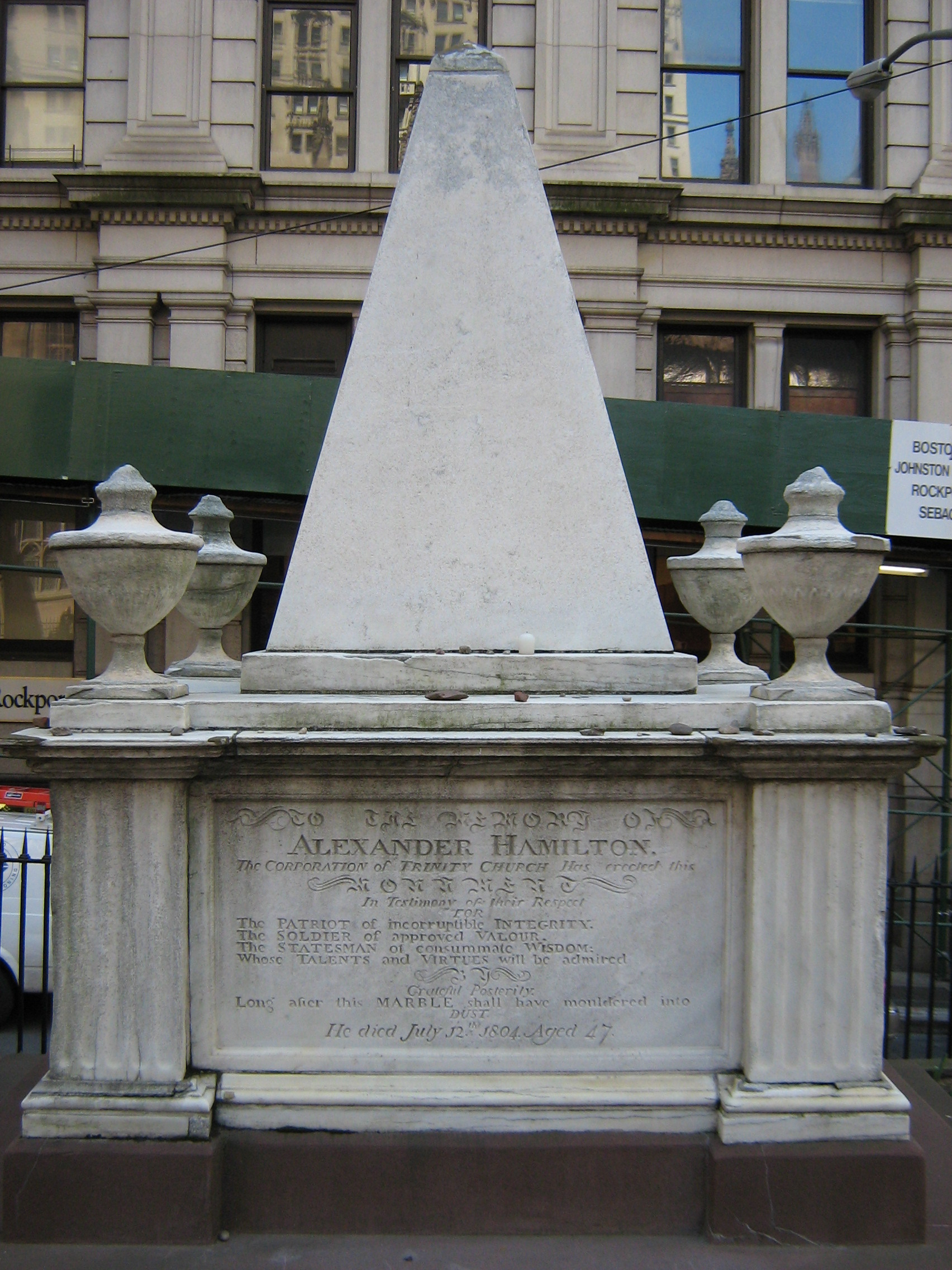
Tomba de Hamilton als primers cementiris de Trinity Church a Wall Street i Broadway a Lower Manhattan

El concepte d'honor era fonamental per la visió de Hamilton d'ell mateix i de la nació. Els historiadors han recalcat, com a evidència de la importància que l'honor tenia en el sistema de valors de Hamilton, que Hamilton havia participat prèviament en set “afers d'honor” com a director, i en tres com a conseller o secundari. Aquests afers sovint concloïen abans d'arribar el seu estadi final, un duel.
Abans del duel, Hamilton escriví una defensa de la seva decisió del duel al mateix temps que intentava ”malgastar el seu tret”. Hamilton veia els seus rols de pare i marit, posant en risc els seus creditors, fent perillar el benestar familiar i les seves postures morals i religioses com a raons per anular el duel, però sentia impossible evitar-lo degut als atacs fets a Burr dels que no es podia retractar, i pel comportament de Burr previ al duel. Va intentar reconciliar les seves raons morals i religioses, i els codis d'honor i polítiques. Va intentar acceptar el duel per satisfer les seves bases morals, i malgastar el foc per satisfer els seus codis polítics. El seu desig d'estar disponible per futurs afers polítics també fou un factor important.

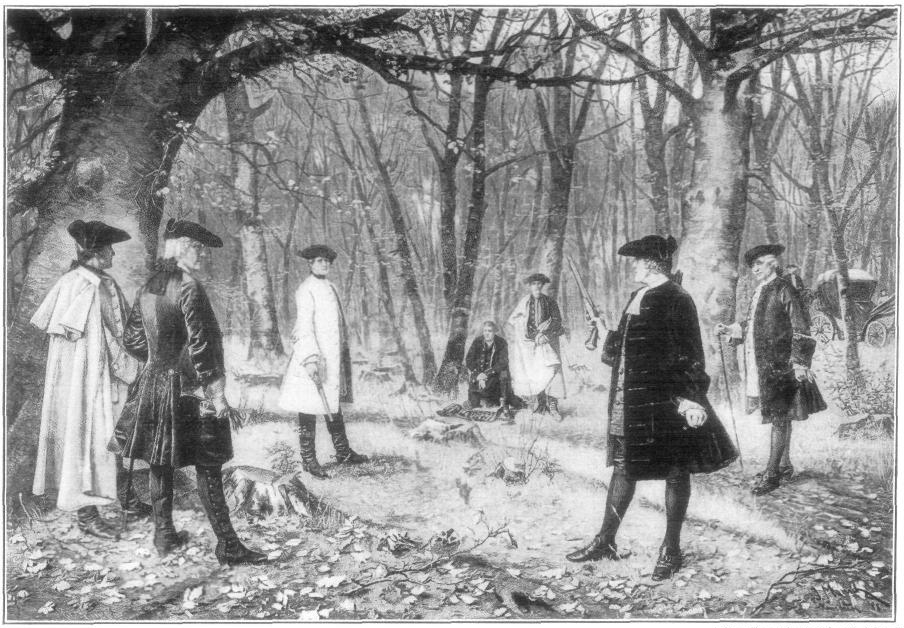
Dibuix (c. 1902) del Duel de Hamilton i Burr, d'un quatre de J. Mund

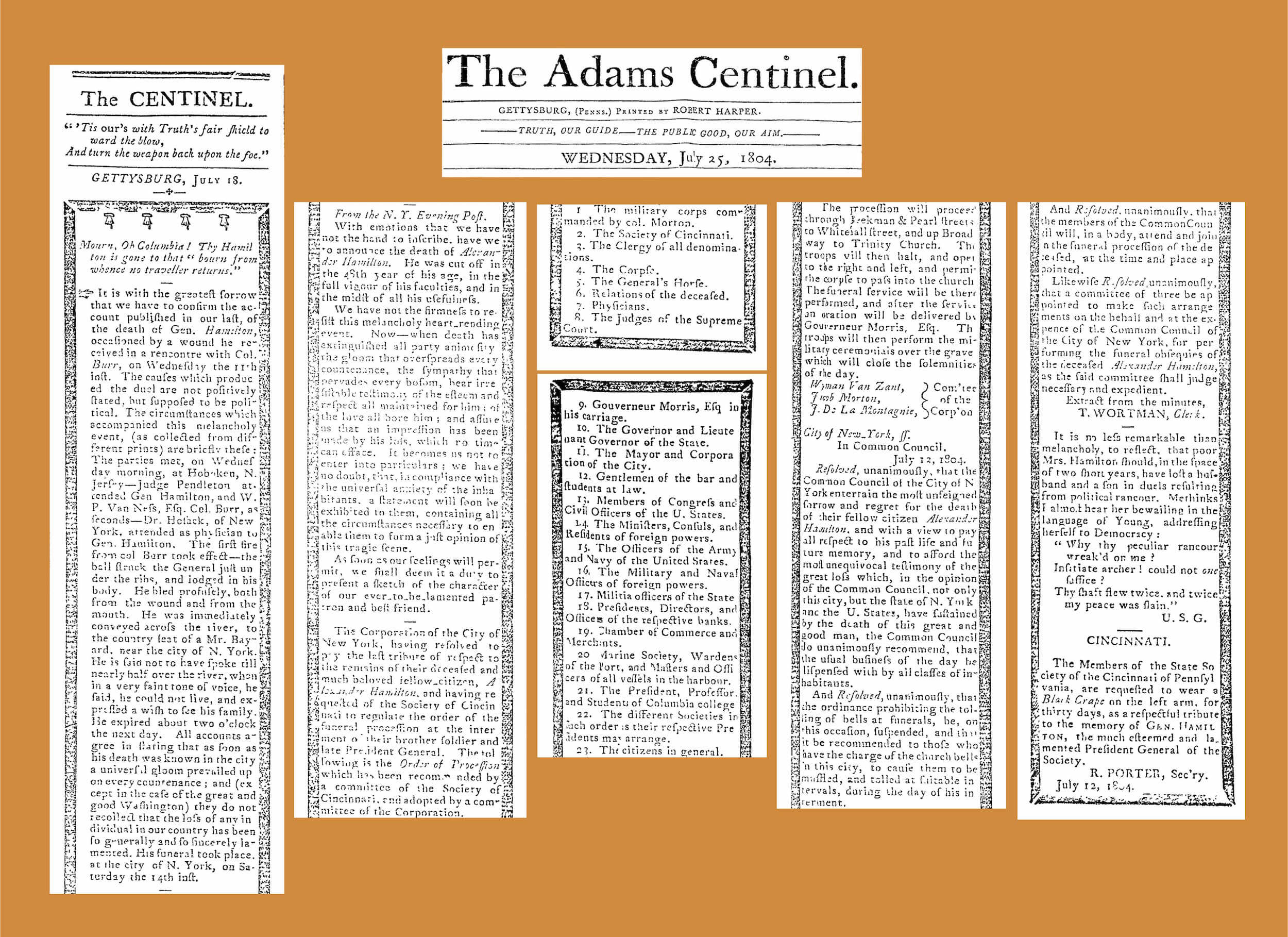
Aquest 25 de juliol de 1804, l'article reflecteix extrema lamentació per la mort de Hamilton, i descriu el pla per la seva processió funerària i altres tributs, incloent la porta d'un braçalet negre commemoratiu (crespó) durant 30 dies dels membres de la Societat de Cincinnati de Pennsilvània, de la que Hamilton en va ser President General.

El duel començà a la sortida del sol de l'11 de juliol de 1804, al costat oest del Riu Hudson en un ressalt rocós a Weehawken, Nova Jersey. Coincidentment, el duel va tenir lloc molt a prop del lloc del duel que va posar fi a la vida del fill gran de Hamilton, Philip, tres anys abans. Després que els segons haguessin mesurat els passos, Hamilton, segons tots dos William P. Van Ness i Burr, aixecà la pistola “com si provés la llum” i va haver de posar-se les ulleres per prevenir la seva l'enfosquiment de la seva visió. Hamilton també refusà el conjunt de pistoles, que requerien menys pressió del gatell, que li oferí Nathaniel Pendleton.
El Vicepresident Burr disparà Hamilton, ferint-lo fatalment. El tret de Hamilton va trencar una branca d'un arbre directament sobre el cap de Burr. Cap dels segons, ni Pendleton ni Van Ness, pogué determinar qui disparà primer, ja que cadascú declarava que havia estat l'altre.
Poc després, van mesurar i triangular el tiroteig, però no van poder determinar des de quin angle havia disparat Hamilton. El tret de Burr atenyí Hamilton en el baix abdomen sobre el maluc dret. La bala rebotà sobre la gàbia toràcica la segona o tercera falsa costella de Hamilton, fracturant-la i causant danys considerables als seus òrgans interns, particularment al seu fetge i diafragma, abans d'enfonsar-se en la seva primera o segona vèrtebra lumbar.:429 El biògraf Rom Chernow considera que les circumstàncies indiquen que, després de prendre un objectiu deliberat, Burr disparà segon, mentre el biògraf James Earnest Cooke suggereix que Burr prengué un objectiu precís i disparà primer, i Hamilton disparà mentre queia, després de ser colpejat per la bala de Burr.
Hamilton, paralitzat, va ser atès immediatament pel mateix cirurgià, David Hosack, que va atendre a Philip Hamilton, i va ser transportat en ferri a la pensió de Greenwich Village del seu amic William Bayard Jr., qui l'esperava en el moll. Després de visites finals de la seva família i amics, i un patiment considerable per almenys 31 hores, Hamilton morí a les dues en punt del migdia següent, 12 de juliol de 1804, a la casa de Bayard just a sota del actual districte Meatpacking. El Gouverneur Morris donà l'elogi al seu funeral i establí secretament una fundació per donar suport a la seva dona vídua i als seus fills. Hamilton va ser enterrat al Cementiri de Trinity Church a Manhattan.

## Vida personal

### Vida matrimonial

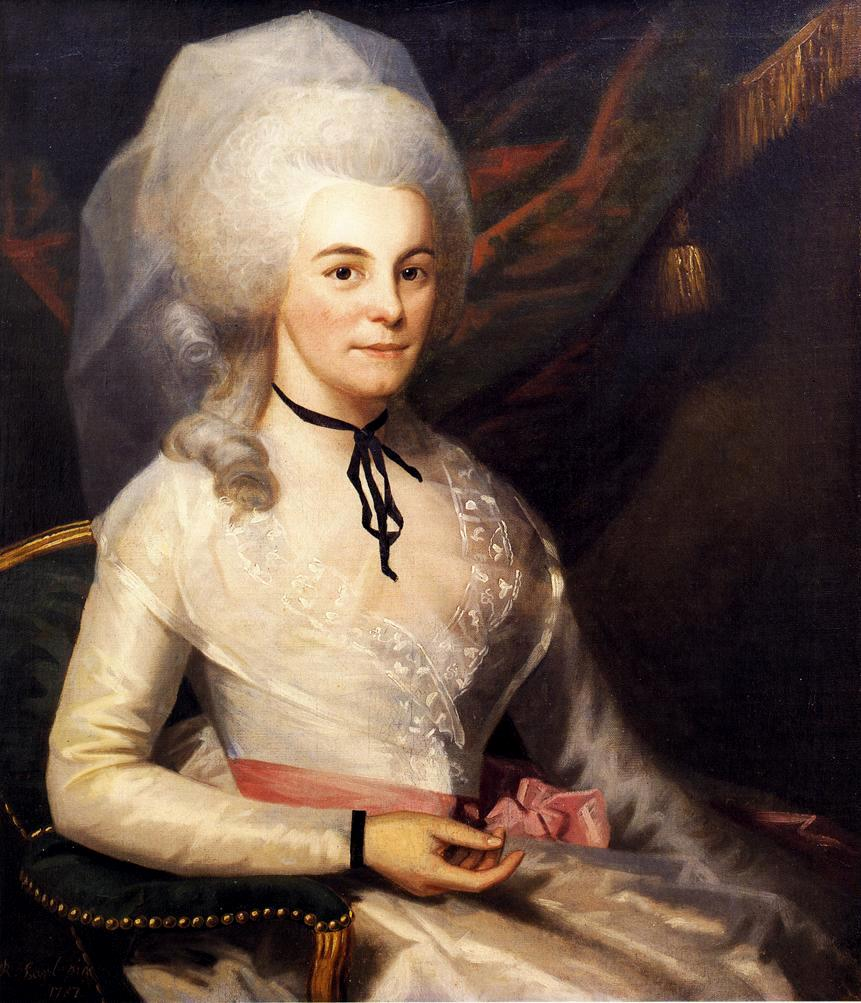
Elizabeth Schuyler, retrat de Ralph Earl

Mentre Hamilton s'allotjava a Morristown, Nova Jersey, l'hivern del desembre de 1779 al març de 1780, conegué a Elizabeth Schuyler Hamilton-Elizabeth Schuyler, la filla del General Philip Schuyler i Catherine Van Rensselaer. Es van casar el 14 de desembre de 1780, a la Mansió dels Schuyler d'Albany, Nova York.
Elizabeth i Alexander Hamilton tingueren vuit fills, tot i sol haver confusió perquè dos d'ells es deien Philip:
- Philip (1782-1801), morí en un duel, igual que el seu pare tres anys després.[1]
- Angelica (1784-1857)
- Alexander Jr. (1786-1875)
- James Alexander (1788-1878)[159]
- John Church (1792-1882)
- William Stephen (1797-1850)
- Eliza (1799-1859)
- Philip, anomenat també Little Phil (1802-1884), anomenat com el seu germà gran que morí en un duel l'any anterior.

Després de la mort de Hamilton al 1804, Elizabeth s'esforçà a preservar el seu llegat. Va reorganitzar totes les cartes, papers, i escrits d'Alexander amb l'ajut del seu fill, John Church Hamilton, i perseverà, tot i trobar-se amb diversos obstacles, en publicar-ne la seva biografia. Estava tan devota en la memòria d'Alexander que duia una capseta al voltant del coll amb trossets d'un sonet que Alexander li escriví en els primers dies d'enamorament.
Hamilton era proper a les germanes d'Elizabeth. Al llarg de la seva vida, hi hagueren fins i tot rumors d'una aventura amb la seva germana gran, Angelica, qui, tres anys abans del casament de Hamilton amb Elizabeth, fugí amb John Barker Church, un home britànic que va fer fortuna a Nord Amèrica durant la Revolució, i que més tard retornà a Europa amb la seva dona i fills entre 1783 i 1797. Tot i que l'estil de la correspondència durant els catorze anys que Angelica va viure a Europa era coqueta, historiadors moderns com Chernow i Fielding estan d'acord que, tot i les opinions contemporànies, no hi ha cap evidència conclusiva que la relació de Hamilton amb Angelica fos mai física o anés més enllà d'una forta afinitat entre família. Hamilton també mantingué correspondència amb la germana petita d'Elizabeth, Margarita (sobrenomenada Peggy), qui fou la destinatària de les seves primeres cartes alabant la seva germana Elizabeth en el moment d'enamorament a principis del 1780.

### Religió

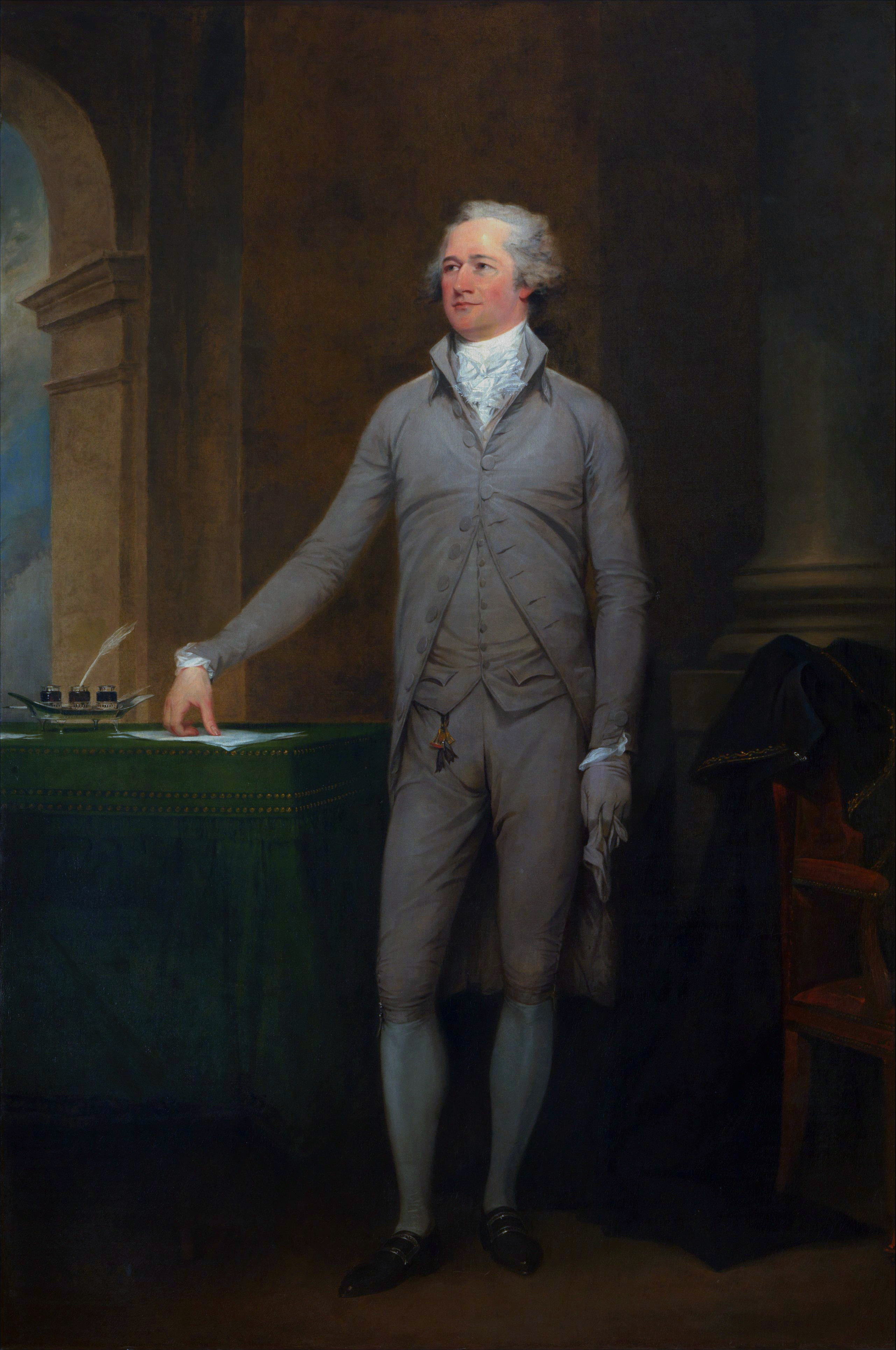
Hamilton de John Trumbull, 1792

#### La fe religiosa de Hamilton
De jove a les Antilles, Hamilton fou un convencional presbiterià i ortodox del tipus d'evangeli Llum nova (contraposat a “Llum Vella” Calvinista). Va ser ensenyat per un estudiant de John Witherspoon, un moderat de la Nova Escola.:11 Va escriure dos o tres Himne-himnes, que es publicaren en el diari local. Robert Troup, el seu company de d'habitació a la universitat, descriví que Hamilton tenia “l'hàbit de resar de genolls a la nit i al matí.”:10
D'acord amb Gordon Wood, Hamilton va deixar la religiositat de la seva joventut durant la Revolució i es convertí en “un liberal convencional amb inclinacions teistes que anava a l'església irregularment, en el millor dels casos”. Malgrat això, va retornar a la religió en els seus darrers anys. Chernow va escriure que Hamilton es considerava episcopalista, però:
| « | No estava clarament afiliat amb la denominació i no semblava assistir a l'església regularment ni combregar. Com Adams, Franklin, i Jefferson, Hamilton va caure probablement sota la influència del deisme, que buscava substituir la raó per la revelació, i deixava de banda la noció d'un Déu actiu que intervenia en els afers humans. Al mateix temps, mai no dubtà de l'existència de Déu, referenciant el cristianisme com a sistema de moralitat i justícia còsmica. | » |

Van circular històries que Hamilton havia fet dues bromes sobre Déu durant l'època de la Convenció Constitucional de 1787. Durant la Revolució Francesa, va adoptar un enfocament utilitarista utilitzant la religió per finalitats polítiques, com ara difamant a Jefferson com a “l'ateu”, i insistint que el cristianisme i la democràcia Jeffersionana eren incompatibles.:316 Després de 1801, Hamilton va testificar encara més la seva creença en el cristianisme, proposant una Societat Constitucional Cristiana al 1802 per agafar-se a “algun sentiment emocional fort” per escollir “homes entrenats” professionalment, i defensant “societats de benestar cristianes” pels menys afavorits. Després de rebre el tret, Hamilton parlà sobre la seva creença en la misericòrdia de Déu.
En les seves darreres hores, Hamilton demanà al Bisbe Episcopal de Nova York, Benjamin Moore, de donar-li l'Eucaristia. Moore s'hi negà inicialment, per dos motius: el haver participat en un duel era un pecat mortal, i que Hamilton, tot i que indubtablement sincer en la seva fe, no era membre de la denominació Episcopal. Després de marxar, Moore va ser persuadit per les súpliques urgents dels amics de Hamilton, i després de rebre l'assegurança solemne que Hamilton es penedia per la seva part en el duel, Moore li donà la comunió. El Bisbe Moore retornà l'endemà, es quedà amb Hamilton durant diverses hores fins que morí, i conduí el servei funerari a Trinity Church.

#### La relació amb els jueus i el Judaisme
El lloc de naixement de Hamilton a l'Illa de Nevis tenia una gran comunitat jueva, constituent una quarta part de la població de Charlestown als anys 1720s. Estava en contacte amb els jueus diàriament. De petit, va ser alumne d'una mestra jueva, i va aprendre a recitar els Deu manaments en l'Hebreu original.
Hamilton exhibia un grau de respecta pels jueus que Chernow descriu com "una reverència permanent." Creia que l'assoliment jueu era un resultat de la Divina providència:
| « | L'Estat i progrés dels jueus, des dels seus inicis fins a l'època actual, ha estat completament tan a fora del curs ordinari dels assumptes humans, que no és una conclusió justa, que la causa en sigui també "extraordinària"—en altres paraules, que sigui l'efecte d'algun gran pla providencial? La persona que arribi a aquesta conclusió, buscarà la solució a la Bíblia. Aquell que no hi arribi deurà donar-nos una altra solució justa. | » |

A partir dela similitud fonètica de "Lavien" amb un cognom comunament jueu, s'ha suggerit sovint que el primer marit de Rachael Fawcett (la mare de Hamilton), un home alemany o danès anomenat Johann Michael Lavien, fos jueu o descendent de jueus. Sobre aquesta teoria, l'historiador Andrew Porwancher, conscient de ser una "veu aïllada" i que les seves "troballes no encaixen amb les coneixences recents de Hamilton", ha promocionat la teoria que Hamilton mateix era jueu. Porwancher defensa que Fawcett (que descendia de Hugonots francesos per part de pare) es va convertir al Judaisme abans de casar-se amb Lavien, i que fins i tot després de la separació i divorci difícil amb Lavien, hauria criat encara els seus fills amb James Hamilton com a Jueus. En oposició a aquestes suggerències, l'historiador Michael E. Newton declara que: “... no hi ha cap evidència que Lavien fou un nom jueu, cap indicació que John Lavien fou jueu, i cap raó per creure que ho fos.” (Newton troba l'origen d'aquestes suggerències a la feina de 1902 de Historical fiction de la novel·lista Gertrude Atherton.)

## Llegat
Les interpretacions de Hamilton de la Constitució en els Papers Federalistes segueixen sent una forta influència, com es veu en els estudis erudits i les decisions de la Cort.
Tot i que la Constitució fou ambigua com a balança exacte de poder entre els governs nacionals i d'Estat, Hamilton prengué consistentment costat del gran poder federal en detriment del estatal. Com a Secretari del Tresor, va establir—contra la forta oposició del Secretari d'Estat Jefferson—la primera banca de facto del país. Hamilton justificà la creació d'aquesta banca, i d'altres poder federals en augment sota els poders constitucionals del Congrés per arreglar la moneda, per regular el comerç interestatal, i per fer tot allò que fos "necessari i digne" per promulgar les provisions de la Constitució.
D'una banda, Jefferson prengué una visió més estricte de la Constitució. Analitzant el text minucionament, no trobà cap autorització específica per crear una banca nacional. Aquesta controvèrsia la resolgué el Tribunal Suprem en el McCulloch v. Maryland, on adoptà bàsicament el punt de vista de Hamilton, donant una àmplia llibertat al govern federal per decidir els millors mitjans per executar els seus poders constitucionalment enumerats, concretament la doctrina del poders implicats. No obstant, la Guerra Civil Americana i la Era Progressista van demostrar els tipus de crisis i polítiques que la república administrativa de Hamilton intentava evitar.
Les polítiques de Hamilton con a Secretari del Tresor afectaren fortament el govern dels Estats Units i fins i tot en continuen sent una influència actualment. La seva interpretació constitucional, concretament la de la Clàusula Digne i Necessària, creen un precedent per l'autoritat federal que s'utilitza encara actualment en les corts, i que és considerada com una autoritat sobre la interpretació constitucional. El diplomàtic francès Charles Maurice de Talleyrand-Périgord, que va estar als Estats Units durant el 1794, escriví: "Considero a Napoleon Bonaparte, Charles James Fox, i Hamilton els tres homes més influents de la nostra època i, si n'hagués d'escollir un dels tres, donaria, sens dubte, el podi a Hamilton", afegint que Hamilton intuí els problemes dels conservadors europeus.
Les opinions de Hamilton han tingut un llarg recorregut al mateix temps que John Adams i Thomas Jefferson el veien com a algú sense principis i perillosament aristocràtic. La reputació de Hamilton fou principalment negativa en les èpoques de la Democràcia Jeffersioniana i la Democràcia Jacksoniana. A la Era Progressista, Herbert Croly, Henry Cabot Lodge, i Theodore Roosevelt van felicitar el seu lideratge d'un fort govern. Diversos republicans del segle xix i XX entraren en política escrivint biografies laudatòries de Hamilton.
En anys més recents, d'acord amb Sean Wilentz, opinions favorables de Hamilton i la seva reputació havien guanyat definitivament la iniciativa entre els erudits, qui el retraten com l'arquitecte visionari de l'economia moderna liberal capitalista i del govern dinàmic federal liderat per un poder executiu enèrgic. Estudiosos moderns a favor de Hamilton han retratat a Jefferson i els seus aliats, en contrasts, com a idealistes ingenus i somiatruites. Les idees tardanes dels Jeffersonians atacaven a Hamilton tractant-lo de centralitzador, de vegades fins al punt d'acusar-lo de defensar la monarquia.
Hamilton fou un membre electe de la Societat Filosòfica Americana al 1791.

### Monuments i memorials

#### El llinatge de la unitat de l'Exèrcit dels EUA
El llinatge de la Companyia d'Artilleria Provincial de Nova York ha estat perpetuada en l'Exercit dels Estats Units en una sèrie d'unitats sobrenomenades "Hamilton's Own". Es va realitzar a partir de 2010 pel 1r Batalló, la 5è Règim del Camp d'Artilleria. En l'Exèrcit Regular, és la unitat més antiga i la única amb crèdit per la Guerra Revolucionària.

#### Retrats en la moneda i segells de correus

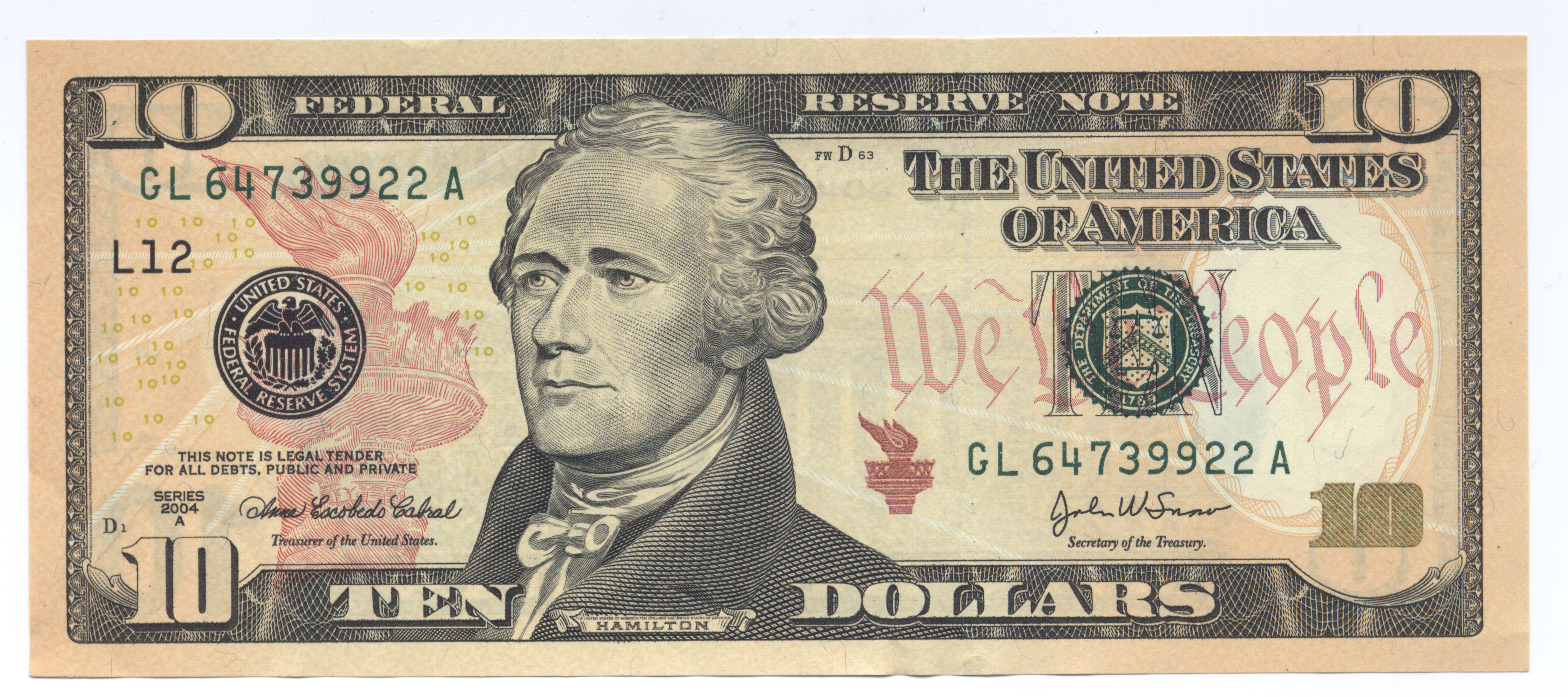
Alexander Hamilton a la Sèrie 2004A del bitllet de 10 dòlars americans

Des del començament de la Guerra Civil Americana, Hamilton ha estat retratat en més denominacions de la moneda americana que ningú altre. Ha aparegut en els bitllets de 2, 5, 10, 20, 50, and 1.000 dòlars. Hamilton ha aparegut també en la Sèrie EE Savings Bond del bitllet de 500 dòlars.
El retrat de Hamilton ha aparegut en la part davantera del bitllet de 10 dòlars des de 1928. La font del gravat és d'un retrat de Hamilton fet per John Trumbull al 1805, en la col·lecció de retrats de la New York City Hall. El juny de 2015, el Departament del Tresor dels Estats Units anuncià la decisió de substituir el gravat de Hamilton pel de Harriet Tubman. Abans que el nou disseny del bitllet estès acabat, la decisió fou revocada a causa de l'èxit popular imprevist del musical de Broadway Hamilton al 2015.

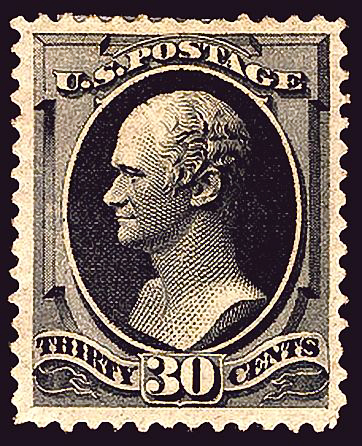
Segell de Hamilton, edició de 1870

El primer segell de correus en honor de Hamilton va ser editat per la Oficina de correus dels EUA al 1870. Els retrats de les edicions de 1870 i 1888 són del mateix dau gravat, que fou modelat segons un bust de Hamilton de l'esculptor italià Giuseppe Ceracchi. L'edició de 1870 de Hamilton fou el primer segell de correus en fer honor al Secretari del Tresor. L'edició vermella commemorativa dels tres cèntims, que va sortir durant el 200è aniversari del naixement de Hamilton al 1957, inclou una rendició de l'edifici Federal Hall, situat a la ciutat de Nova York. El 19 de març de 1956, L'Oficina de Correus dels EUA edità el segell de correus del bitllet de 5 dòlars Liberty Issue en honor de Hamilton.

#### La Grange

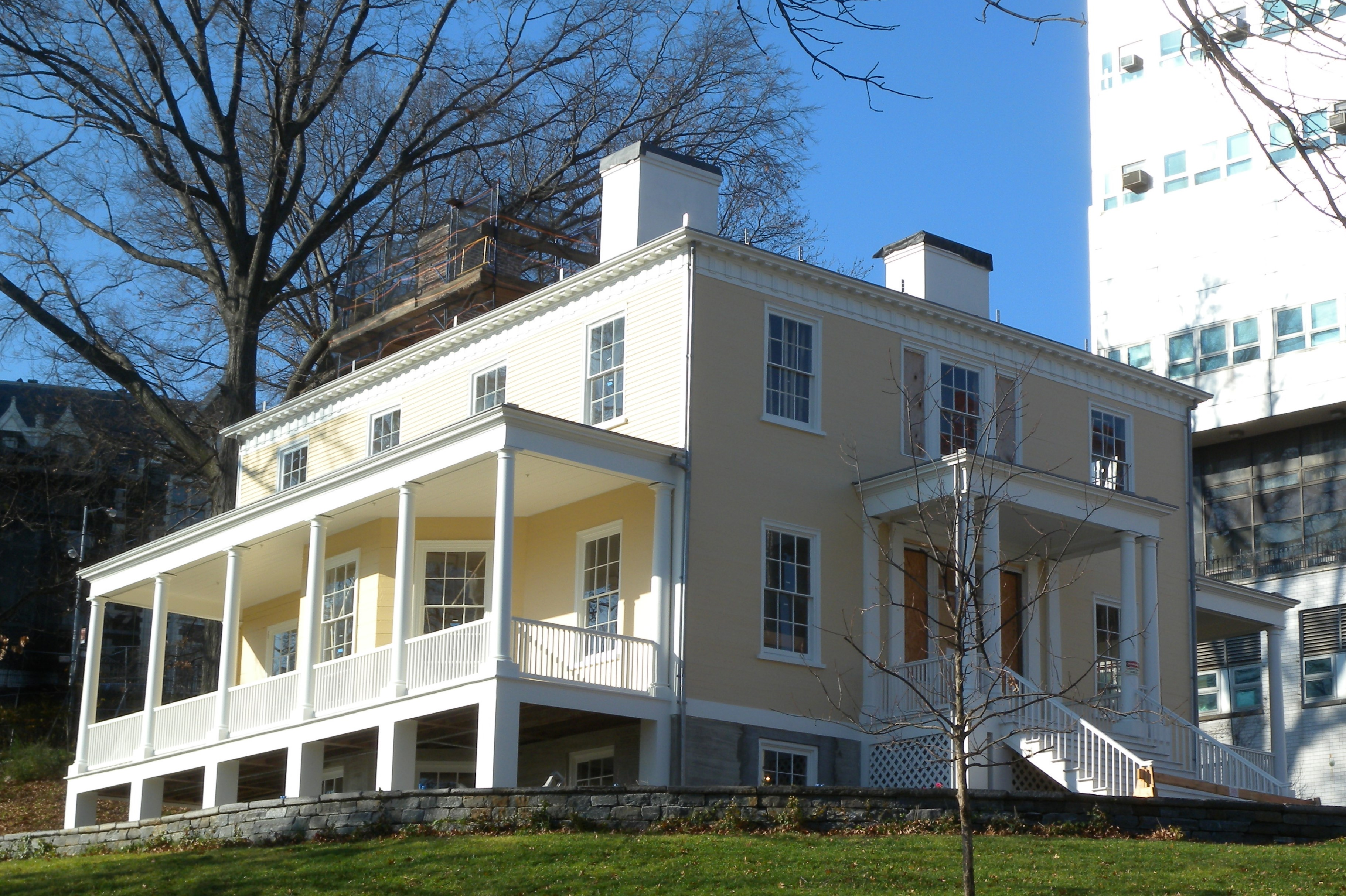
La Hamilton Grange National Memorial al St. Nicholas Park

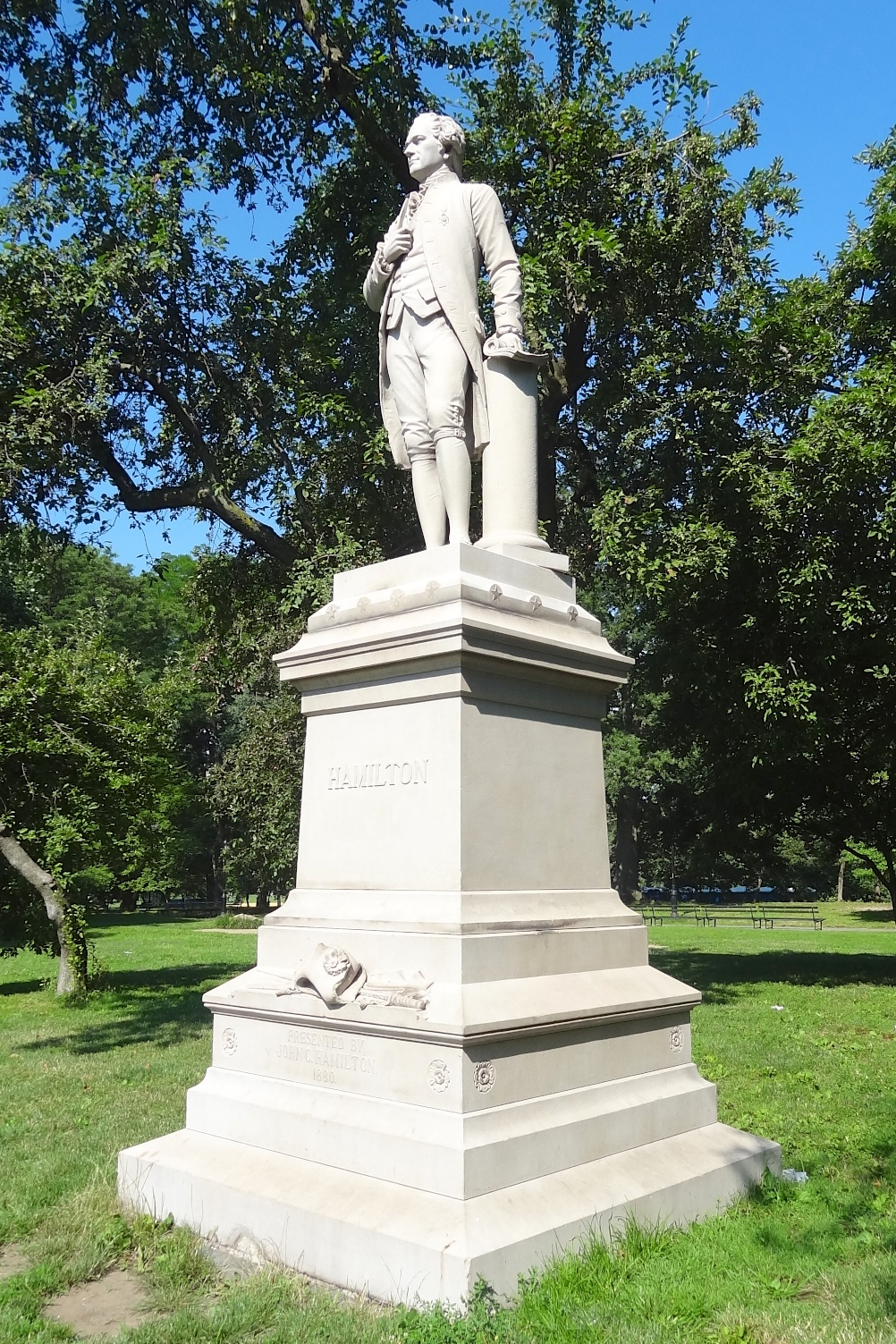
La Hamilton statue a Central Park

La Grange és l'única casa que Hamilton posseí. És una mansió d'estil federal dissenyada per John McComb Jr.. Es construí sobre el solar de camp de Hamilton de 0.13 km² a Hamilton Heights, al nord de Manhattan, i va estar acabada al 1802. Hamilton anomenà la casa "The Grange" com el solar del seu avi Alexander a Ayrshire, Escòcia. La casa pertanyé a la família fins al 1833, quan la seva vídua Eliza la vengué a Thomas E. Davis, un promotor immobiliari britànic, per 25.000 dòlars. Part dels guanys van servir a Eliza per comprar una nova casa adossada de Davis a Greenwich Village (coneguda actualment com la Hamilton-Holly House, on Eliza visqué fins al 1843 amb els seus fills ja adults Alexander i Eliza, i els seus cònjuges).
La Grange fou moguda del seu lloc original primer al 1889, i va ser moguda posteriorment al 2008 en un espai del St. Nicholas Park a Hamilton Heights, en un terreny que prèviament havia format part del patrimoni de Hamilton. L'estructura històrica, ara designada com la Hamilton Grange National Memorial, fou restaurada a la seva aparença original de 1802 al 2011, i és mantinguda pel Servei de Parcs Nacionals.

#### Universitats
La Universitat de Colúmbia, l'Alma Mater de Hamilton, té monuments oficials de Hamilton en el seu campus de la ciutat de Nova York. L'edifici principal d'humanitats de la universitat és el Hamilton Hall, i una gran estàtua de Hamilton n'adorna l'entrada. La l'editorial de la universitat ha publicat els seus treballs complets en una edició de tipografia multivolum. El grup d'estudiants de Columbia candidats a cadets de la ROTC i oficials de la Marina s'anomena la Alexander Hamilton Society.
Hamilton serví com un dels primers patrons de la Hamilton-Oneida Academy a Clinton, Nova York, que més endavant rebé el nom de Hamilton College al 1812, després de rebre una consideració universitària.
L'edifici administratiu principal de l'Acadèmia de la Guàrdia Costera dels EUA de New London, Connecticut, va ser anomenat Hamilton Hall per commemorar la creació de Hamilton del United States Revenue Cutter Service, com a predecessors de la Guàrdia Costera dels Estats Units.

#### Edificis i art pública

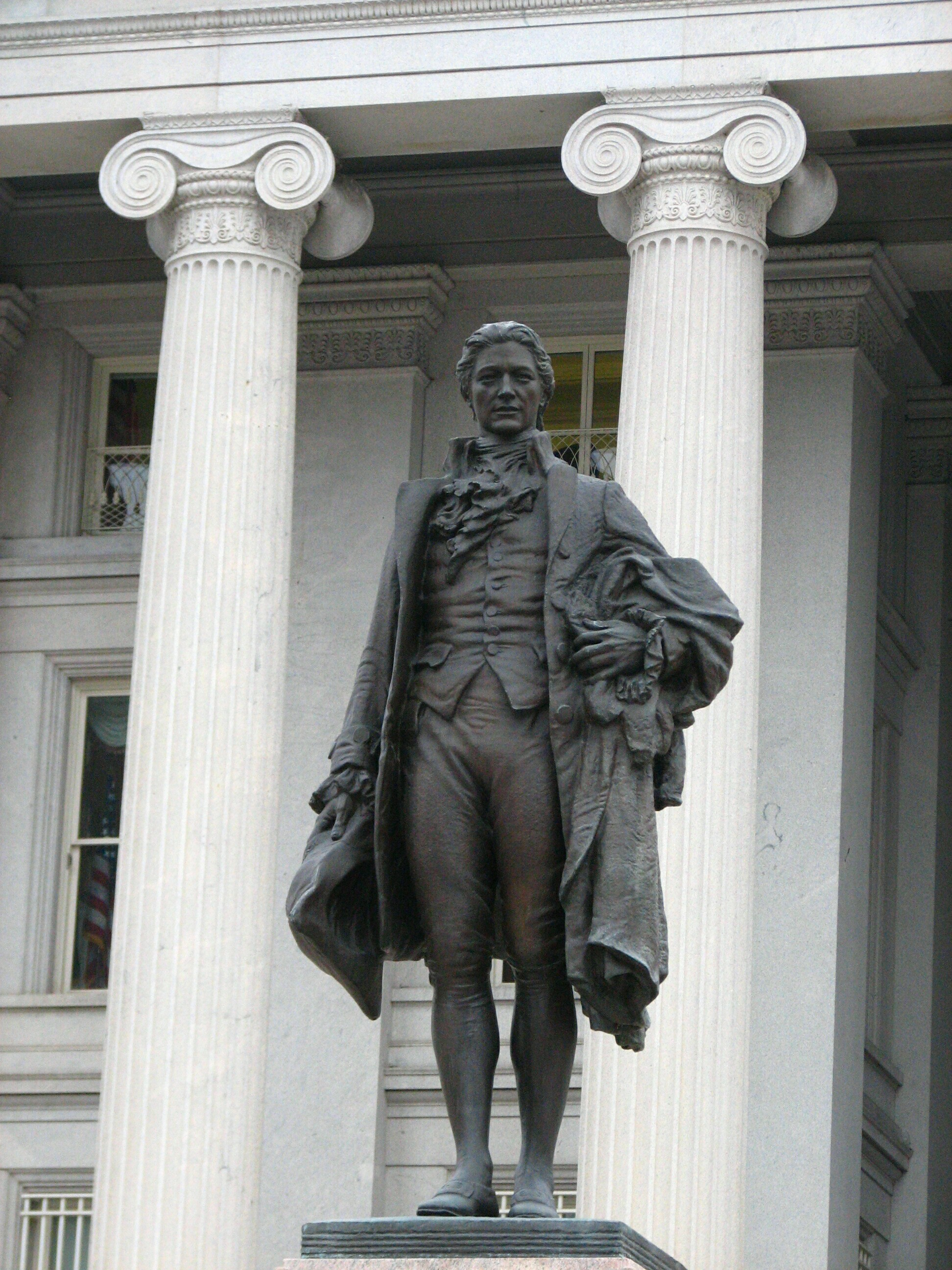
La Statue of Hamilton a la Tresoreria dels EUA

Al lloc de naixement de Hamilton a Charlestown, Nevis, s'hi troba el Alexander Hamilton Museum a la Hamilton House, un edifici d'arquitectura georgiana reconstruït sobre els ciments de la casa on es creu que Hamilton va néixer i viure durant la seva infància. Els segon pis de la Hamilton House forma les oficines i llocs de trobada de la legislatura de l'illa, la Nevis Island Assembly.
Al 1880, el fill de Hamilton John Church Hamilton comissionà a Carl Conrads d'esculpir una estàtua de granit, actualment situada a Central Park, de la ciutat de Nova York.
Una estàtua de bronze de Hamilton feta per Franklin Simmons, datada de 1905-06, està situada mirant cap a les Great Falls del riu Passaic al Paterson Great Falls National Historical Park de Nova Jersey.
El 1990, la Custom House dels EUA fou reanomenada en honor de Hamilton.
La Fort Hamilton de l'Exèrcit dels EUA de Brooklyn fou anomenada en honor de Hamilton.
A Washington, D. C., la terrassa situada al sud de l'Edifici de la Tresoreria inclou una estàtua de Hamilton feta per James Earle Fraser, que li dedicà el 17 de maig de 1923.
A Chicago, una estàtua de Hamilton de gairebé quatre metres d'alçada feta per l'escultor John Angel fou alçada al 1939. No es va instal·lar al Lincoln Park fins al 1952, atès que hi hagué problemes amb el controversial refugi de columnes de gairebé 24 metres dissenyat per l'estàtua i que va ser demolit més tard al 1993. L'estàtua continua estant en exhibició pública, i va ser restaurada i repintada al 2016.
Una escultura de bronze de Hamilton anomenada The American Cape, de Kristen Visbal, va ser desvelada al Journal Square al centre de Hamilton, Ohio, l'octubre del 2004.

#### Llocs geogràfics
Nombrosos pobles i ciutats dels EUA, incloent Hamilton, Kansas; Hamilton, Missouri; Hamilton, Massachusetts; i Hamilton, Ohio; van ser anomenades en honor d'Alexander Hamilton. En vuit Estats, hi ha comptats anomenats en honor de Hamilton:
- Comptat de Hamilton, Florida
- Comptat de Hamilton, Illinois
- Comptat de Hamilton, Indiana
- Comptat de Hamilton, Kansas
- Comptat de Hamilton, Nebraska
- Comptat de Hamilton, New York
- Comptat de Hamilton, Ohio
- Comptat de Hamilton, Tennessee

### Sobre l'esclavitud
Hamilton no tingué mai cap esclau, tot i que alguns membres de la seva família sí. En el moment de la seva mort, la mare de Hamilton tenia dos esclaus anomenats Christian i Ajax, i va escriure un testament on els deixava als seus fills; malgrat això, degut a la seva il·legitimitat, Hamilton i el seu germà no van poder heretar les seves propietats, i mai no van reclamar els esclaus.:17 Més tard, durant la seva joventut a St. Croix, Hamilton va treballar per una empresa de comerç de productes bàsics que incloïa els esclaus.:17 Durant el seu recorregut professional, Hamilton comprà o vengué esclaus ocasionalment per a tercers com al seu representant legal, i un dels nets de Hamilton va interpretar aquestes entrades de diari com a compres per a ell mateix.
En el moment en què Hamilton començava a participar en la Revolució Americana, la seva posició abolicionista era evident. Hamilton va intentar aixecar tropes de negres activament durant la Revolució per l'Exèrcit, amb la promesa de llibertat. En els anys 1780s i 1790s, s'oposava generalment als interessos del sud a favor de l'esclavitud, que trobava hipòcrites als valors de la Revolució Americana. Al 1785, es va unir al seu associat proper John Jay en la fundació de la "Societat de Nova York per Promocionar la Manumissió d'Esclaus, i la Protecció d'Aquells que Han Estat, o Poden ser Alliberats", l'organització principal anti-esclavitud de Nova York. La societat va promoure amb èxit la abolició del comerç internacional d'esclaus a Nova York i va aprovar una llei estatal per acabar amb l'esclavitud a Nova York mitjançant un procés d'emancipació que va durar unes dècades, posant fi a l'esclavitud dins l'Estat al 4 de juliol de 1827.
En una època en què la majoria dels líders blancs posaven en dubte la capacitat dels negres, Hamilton creia que l'esclavitud era moralment incorrecte i escriví que "les seves facultats naturals són tan bones com les nostres." A diferència dels seus contemporanis com Jefferson, qui considerava que l'eliminació d'esclaus alliberats (cap a algun territori de l'oest, les Antilles, o l'Àfrica) era essencial per a un pla d'emancipació. Hamilton pressionà per una emancipació sense aquestes disposicions.:22 Hamilton i altres Federalistes van donar suport a la revolució de Toussaint-Louverture en contra de França a Haití, que va començar com una revolta dels esclaus.:23 Els suggeriments de Hamilton van ajudar a donar forma a la constitució haitiana. Al 1804, quan Haití va esdevenir el primer Estat independent de l'hemisferi oest amb una majoria de població negra, Hamilton instà unes relacions econòmiques i diplomàtiques properes.:23

### Sobre l'economia
Hamilton ha estat retratat com el "sant patró" de la American School of Economic Philosophy que, va dominar en les polítiques econòmiques després de 1861. Va donar firm suport a la intervenció del govern a favor dels negocis, a la manera de Jean-Baptiste Colbert, tan aviat com a la tardor de 1781. Hamilton s'oposava a les idees britàniques del lliure comerç que considerava que esbiaixaven els beneficis dels poders colonials i imperials, i estava a favor del proteccionisme que considerava que ajudaria a desenvolupar l'economia emergent del sistema de govern incipient. Henry C. Carey es va inspirar en els seus escrits. Hamilton va influir en les idees i la feina de l'alemany Friedrich List. En la visió de Hamilton, un fort poder executiu lligat al suport de la gent podia ser la peça clau d'una república administrativa. El domini del lideratge executiu en la formulació i realització de les polítiques era essencial per resistir a la deterioració del govern republicà. Ian Patrick Austin va explorar les similituds entre les recomanacions Hamiltonianes i el desenvolupament del Japó de Meiji després de 1860.

## En la cultura popular

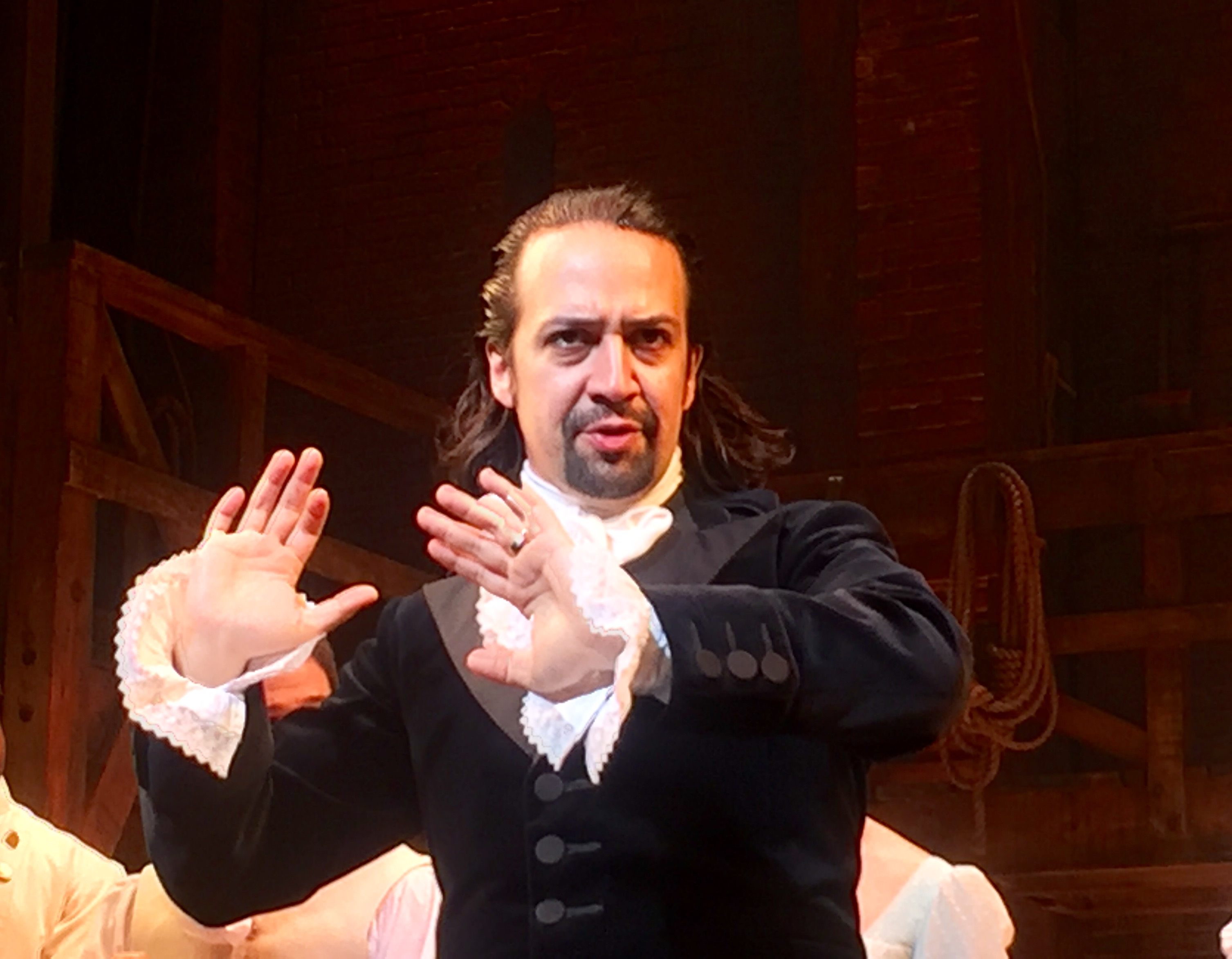
Lin-Manuel Miranda interpreta el rol principal en el musical Hamilton de 2015.

Hamilton ha aparegut com una figura important en ficcions històriques populars, algunes d'elles centrades en altres figures polítiques americanes del seu temps. En comparació amb altres Pares Fundadors, Hamilton va atraure relativament poca atenció en la cultura popular americana del segle xx, tret del retrat en el bitllet de 10 dòlars.

### Teatre i cinema
- Una obra teatral anomenada Hamilton, que s'interpretà a Broadway al 1917, va estar coescrita per George Arliss, qui n'interpretava el rol principal. Arliss va reinterpretar el rol de Hamilton en una pel·lícula de 1931 basada en la obra teatral.
- Al 2015, el perfil de Hamilton a la cultura popular va alçar-se significativament per la obra d'èxit de Broadway Hamilton: An American Musical, escrita per Lin-Manuel Miranda, qui en debutà el rol principal. El musical, que Miranda havia basat en una biografia de Ron Chernow, va ser descrit per The New Yorker com a "una fita en la reimaginació històrica i cultural. En la història de Miranda, la pujada de cap d'un immigrant determinat es transforma en la història d'Amèrica."[214] La producció Off-Broadway de Hamilton va guanyar al 2015 el premi Drama Desk Award for Outstanding Musical així com set altres Drama Desk Awards més. Al 2016, Hamilton va rebre el Pulitzer Prize for Drama, i va crear un rècord amb 16 nominacions als Premis Tony,[215] de les quals en guanyà 11, incloent Millor Musical.[216] La intenció del govern d'Obama de substituir a Hamilton del bitllet de 10 dòlars es va cancel·lar en part a causa de la popularitat del musical.[217]
- El 3 de juny de 2020, Disney+ va estrenar la pel·lícula Hamilton, una pel·lícula autoritzada de la producció teatral de Boradway interpretada per l'elenc original.

### Literatura
- La novel·lista Gertrude Atherton va escriure una biografia fictícia, The Conqueror, una història romàntica d'Alexander Hamilton publicada al 1902.[218]
- La novel·la històrica Burr de Gore Vidal del 1973 incloïa a Hamilton entre els personatges principals.[219][220]
- L. Neil Smith retratà a Hamilton com el malvat principal en el rerefons històric de la seva novel·la llibertadora i ucrònica del 1980 The Probability Broach, i la seva seqüela en la sèrie North American Confederacy.[221]

### Televisió
- The Adams Chronicles, una minisèrie de PBS de 1976, incloïa a Hamilton en un paper recurrent important.[222]
- George Washington II: The Forging of a Nation, una sèrie televisiva de 1986, incloïa a Hamilton entre els personatges principals, interpretat per Richard Bekins.[223][224]
- En la pel·lícula televisiva de A&E de l'any 2000 The Crossing, sobre Valley Forge, Hamilton és interpretat per l'actor canadenc Steven McCarthy i és retratat memorablement al començament de la batalla de Trenton.[225]
- John Adams, una minisèrie en set parts de HBO del 2008, presenta Rufus Sewell com a Hamilton en dos episodis.[226]
- Legends & Lies, una sèrie documental produïda per Bill O'Reilly, presenta a Alexander McPherson com a Hamilton en vuit episodis que es van estrenar a la Fox News Channel al 2016.
- Turn: Washington's Spies, drama històric de l'AMC, incloïa a Sean Haggerty en un paper recurrent com a Hamilton en les seves dues temporades finals (2016-2017).

### Altres
- Un grup organitzat d'electors sense fe en les eleccions presidencials de 2016 dels Estats Units s'autodesignava "Hamilton electors", intentant enllaçar els seus esforços amb el Núm. 68 dels Papers Federalistes de Hamilton.[227]